# Universitat de Durham
La Universitat de Durham (legalment University of Durham) és una universitat pública col·legiada de recerca a Durham, Anglaterra, fundada per una llei del Parlament el 1832 i incorporada per carta reial el 1837. Va ser la primera universitat reconeguda que va obrir a Anglaterra per més de 600 anys, després d'Oxford i Cambridge i, per tant, és la tercera universitat més antiga d'Anglaterra. Com a col·legiata universitària, les seves funcions principals es reparteixen entre els departaments acadèmics de la universitat i els seus 17 col·legis. En general, els departaments realitzen investigacions i donen docència als estudiants, mentre que els col·legis són responsables dels seus arranjaments domèstics i del seu benestar.
La universitat és membre del grup Russell d'universitats de recerca britàniques i també està afiliada a la "N8 Research Partnership" regional i a grups universitaris internacionals, com ara la Xarxa d'Universitats de Matariki i el Grup Coïmbra. La finca universitària inclou 83 edificis catalogats, que van des del castell de Durham del segle XI fins al sindicat d'estudiants d'estil brutalista de la dècada de 1960. La universitat també posseeix i gestiona el lloc del Patrimoni de la Humanitat de Durham en col·laboració amb la catedral de Durham. La propietat de la universitat del patrimoni mundial inclou el Castell de Durham, "Palace Green" i els edificis circumdants, inclosa la històrica Biblioteca de Cosin.
Els acadèmics actuals i emèrits a partir del 2018 incloïen 15 membres de la Royal Society, 18 membres de l'Acadèmia Britànica, 16 membres de l'Acadèmia de Ciències Socials, 5 membres de la Royal Society d'Edinburgh, 3 membres de la Royal Society d'Arts, 2 Becaris de la Reial Acadèmia d'Enginyeria i 2 Becaris de l'Acadèmia de Ciències Mèdiques. Els graduats de Durham han utilitzat durant molt de temps les lletres postnominals llatines Dunelm després del seu títol, de Dunelmensis (de, pertanyent a o de Durham).
Entre les universitats britàniques, va tenir la desena tarifa mitjana UCAS més alta per a nous entrants el 2021 i la tercera proporció més baixa d'estudiants amb estudis d'escola pública que van començar els cursos el 2016, amb un 62,9 per cent (la cinquena més baixa en comparació amb el seu punt de referència).

## Història

### Orígens
Entre el 1286 i el 1291, els monjos benedictins de Durham van establir un edifici a la Universitat d'Oxford per oferir-los una seu d'aprenentatge. El 1381 va rebre una dotació de Thomas Hatfield, bisbe de Durham, convertint-se en "Durham College". El Durham College es va lliurar a la Corona el 1545 després de la Reforma. La forta tradició de l'ensenyament teològic a Durham va donar lloc a diversos intents de formar una universitat a la mateixa ciutat, sobretot sota el rei Enric VIII i després sota Oliver Cromwell, que va emetre cartes patents i va nomenar un supervisor i becaris per a l'establiment d'una universitat a Durham l'any 1657. No obstant això, una proposta per permetre a la universitat conferir títols es va trobar amb l'oposició de les universitats d'Oxford i Cambridge, i tot el projecte va ser abandonat quan es va restaurar la monarquia el 1660. En conseqüència, no va ser fins al 1832, quan el Parlament, a instigació de l'ardiaca Charles Thorp i amb el suport del bisbe de Durham, William van Mildert, va aprovar "una Llei per permetre que el degà i el capítol de la catedral de Durham reservin una part de la propietat de la seva església per l'establiment d'una universitat que hi estigui connectada" (2 i 3 Will. 4. c. 19), que la universitat va néixer. La llei va rebre el consentiment reial del rei Guillem IV el 4 de juliol de 1832.

### La universitat de l'església, 1832–1909

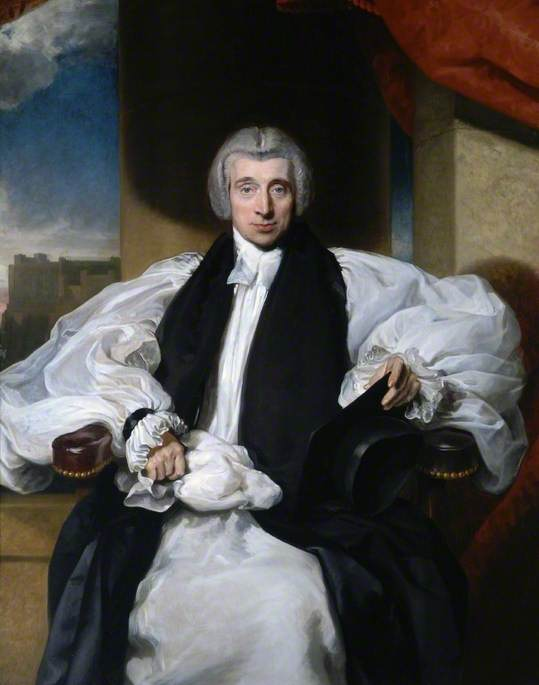
William van Mildert, bisbe de Durham i un dels fundadors de la universitat

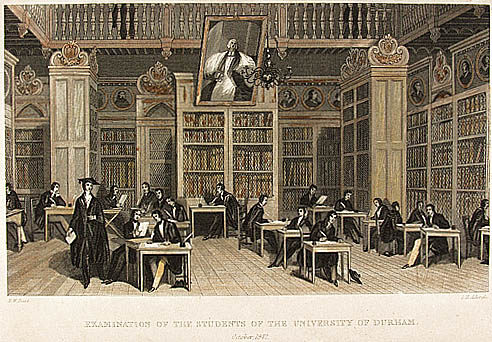
Un examen que tenia lloc a la Biblioteca de Cosin, 1842

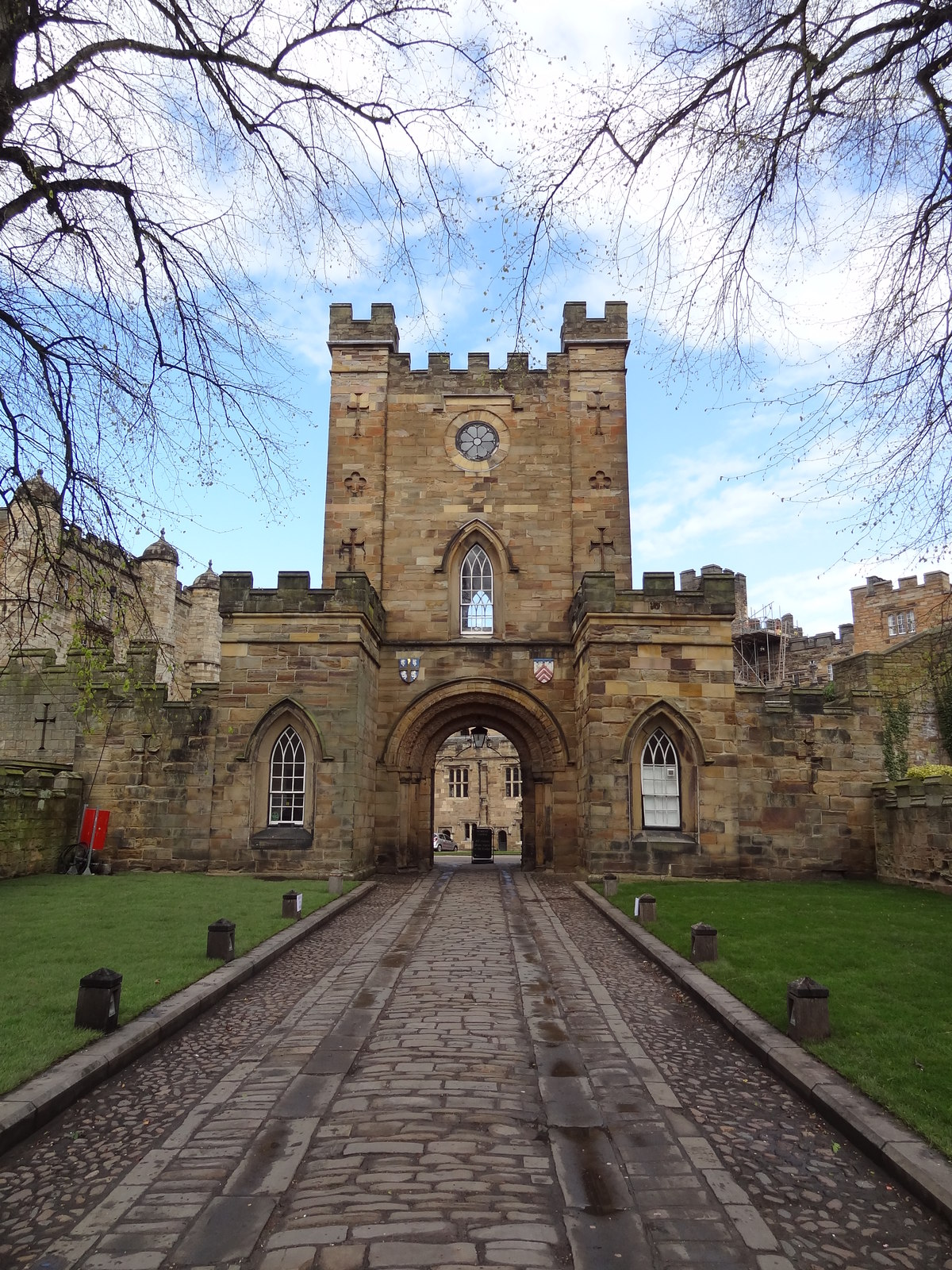
El castell de Durham (a la foto de la porta d'entrada) allotja el University College, el que el converteix en un dels edificis més antics que s'utilitzen actualment per allotjar una universitat del món.

La universitat es va obrir el 28 d'octubre de 1833. El 1834 tots els bisbes de l'Església d'Anglaterra, excepte dos, van confirmar que acceptarien els titulars de graus de Durham per a l'ordenació. El 1835 el degà i el capítol van aprovar un estatut fonamental com a governadors de la universitat, establint la convocatòria i establint que els graus de Durham només estarien oberts als membres de l'Església d'Anglaterra. Les regulacions per als graus es van finalitzar el 1836 i la universitat va ser incorporada per carta reial atorgada per Guillem IV l'1 de juny de 1837 com a "Guardians, Mestres i Estudiosos de la Universitat de Durham", amb els primers estudiants graduant-se una setmana després. L'allotjament es va oferir a l'Arxideacon's Inn (ara Cosin's Hall) des de 1833 fins a 1837. En l'adhesió de la reina Victòria es va emetre una ordre de la Reina en Consell que atorgava l'ús del castell de Durham (abans un palau del bisbe de Durham) a la universitat.
El 1846 es va fundar el "Bishop Hatfield's Hall" (que després es convertiria en "Hatfield College"), oferint l'oportunitat als estudiants d'aconseguir un allotjament assequible amb menjar comunal totalment servit, una idea revolucionària en aquell moment, avalada per una Comissió Reial el 1862 i posteriorment estesa a altres universitats. S'esperava que els que assistien al Col·legi de la Universitat portessin un criat per fer-se càrrec de la cuina, la neteja, etc. El nivell d'aplicacions a "Bishop Hatfield's Hall" va portar a la fundació d'una segona sala en línies similars, "Bishop Cosin's Hall", el 1851, encara que només va sobreviure fins al 1864. En altres llocs, la universitat es va expandir de Durham a Newcastle el 1852 quan hi va haver l'escola de medicina (establerta el 1834) es va convertir en un col·legi de la universitat. A això es va unir el 1871 el Col·legi de Ciències Físiques (rebatejat com a Col·legi de Ciències el 1884 i rebatejat com a Col·legi Armstrong el 1904). La "St Cuthbert's Society" es va fundar el 1888 per a estudiants no universitaris, majoritàriament madurs, homes com una societat no residencial dirigida pels mateixos estudiants. També existien a la ciutat dos col·legis de formació de professors: St Hild's per a dones, establert el 1858, i "The College of the Venerable Bede" per a homes, establert el 1839, també existien a la ciutat i aquests es van fusionar per formar el col·legi mixt de "St Hild i St. Bede" el 1975. A partir de 1896 aquests es van associar amb la universitat i els graduats de St Hild's van ser les primeres dones graduades de Durham el 1898.
Durant la seva fase d'expansió, la universitat també es va convertir en la primera universitat anglesa a establir relacions amb institucions estrangeres; primer el 1875 amb "Codrington College", Barbados, i en segon lloc a principis de 1876 amb el "Fourah Bay College", Sierra Leone. Segons els acords, els dos col·legis es van convertir en col·legis afiliats a la universitat amb els seus estudiants realitzant exàmens i rebent graus de Durham. L'esdeveniment històric no va ser rebut amb aplaudiments universals, amb el London Times afirmant que "no passaria molt més temps abans que la Universitat de Durham estigués afiliada al zoològic". Després de gairebé un segle d'afiliació i amb els vents dominants de la descolonització, "Fourah Bay" es va independitzar de la universitat el 1968 per formar part de la Universitat de Sierra Leone mentre que el "Codrington College" es va afiliar a la Universitat de les Índies Occidentals el 1965.
La primera societat de debat a Durham es va fundar el 1835, però podria haver tancat el 1839. La Unió de la Universitat de Durham es va establir el 1842, i va reviure i es va traslladar a "Palace Green" el 1872/3 com a "Durham Union Society". Presidents anteriors notables de la Unió de Durham han inclòs personatges, com Richard Dannatt, Sir Edward Leigh i Crispin Blunt.
El "Durham Colleges Students Representative Council" (SRC) es va fundar al voltant de 1900 segons el model del SRC de la Facultat de Medicina (a Newcastle). El SRC de la Universitat de Durham es va formar l'any 1907 amb representants dels Col·legis de Durham, el Col·legi de Medicina i el Col·legi Armstrong (també a Newcastle). El 1963, després de la creació de la Universitat de Newcastle, el Durham Colleges SRC es va convertir en el Durham University SRC, i va ser rebatejat com a "Durham Students' Union" el 1970.
Fins a mitjans del segle XIX, els títols de la Universitat de Durham estaven subjectes a una prova de religió i només els podien prendre els membres de l'església establerta. Els títols de medicina a Newcastle estaven exempts d'aquest requisit des de l'inici de l'afiliació a l'escola de medicina, però a Durham va durar fins a la revisió dels estatuts el 1865. Malgrat l'obertura de graus, el personal i els membres de "Convocation" encara havien de ser membres de l'Església d'Anglaterra fins a la Llei de proves d'universitats de 1871. No obstant això, els "dissidents" van poder assistir a Durham i després presentar-se als exàmens de graus de la Universitat de Londres, que no estaven sotmesos a cap prova religiosa. Després de la concessió d'una carta suplementària l'any 1895 que permetia a les dones rebre titulacions de la universitat, el 1899 es va fundar el "Women's Hostel" (St Mary's College des de 1919).

### La universitat federal, 1909–1963
La divisió de la universitat de Newcastle, que comprenia tant el Col·legi Armstrong (anomenat en honor a Lord Armstrong) com el Col·legi de Medicina de la Universitat de Durham, ràpidament va créixer per superar en nombre els col·legis de Durham, malgrat l'addició de dues fundacions anglicanes independents: "St Chad's College" (1904) i "St. John's College" (1909). Un projecte de llei proposat el 1907 hauria fixat la seu de la universitat a Durham durant només deu anys, permetent al Senat escollir traslladar-se a Newcastle després d'això. Això va ser bloquejat per un diputat local, amb el suport dels graduats de les universitats de Durham, fins que es va modificar el projecte de llei per establir una universitat federal amb la seva seu fixada a Durham, així com una major representació per als graduats (incloent que el rector seria nomenat per assemblea, com es continua fent) i l'abolició dels títols ad eundem (donar un títol a algú que ja el té per una altra universitat). Aquesta reforma també va eliminar la universitat de l'autoritat del Degà i Capítol de la Catedral de Durham, que havien estat els governadors de la universitat des de la seva fundació. Trenta anys després d'això, la Comissió Reial de 1937 va recomanar canvis en la constitució de la universitat federal, donant lloc a la fusió dels dos col·legis de Newcastle a la Divisió de Newcastle per formar el "King's College". El vicecanceller alternava entre el director de la divisió de Durham i el rector de la divisió de Newcastle. (El llegat d'això perdura, ja que el director de facto de la universitat encara es diu "El vicerector i director").
Després de la Segona Guerra Mundial, la divisió de Durham es va expandir ràpidament. "St Aidan's Society" ("St Aidan's College" des de 1961) es va fundar el 1947 per atendre dones no residents i es va prendre la decisió d'ampliar-se encara més a "Elvet Hill" (on el lloc científic s'havia establert a la dècada de 1920), traslladant-se al "St Mary's College", la construcció de nous col·legis per a homes, ampliant enormement l'oferta de ciència pura existent a Durham i afegint ciència aplicada (1960) i enginyeria (1965).
El 1947, la princesa Isabel (més tard la reina Isabel II) va col·locar les primeres pedres del nou edifici del "St Mary's College a Elvet Hill". El nou edifici es va obrir l'any 1952. El mateix any, les tensions van tornar a aflorar sobre la divisió Durham-Newcastle, amb una proposta de canviar el nom de la universitat a "Universitat de Durham i Newcastle". Aquesta moció va ser derrotada en Convocatoria (l'assemblea de membres de la universitat) per 135 vots contra 129. Onze anys més tard, amb la Llei de les Universitats de Durham i Newcastle upon Tyne de 1963, el King's College es va convertir en la Universitat de Newcastle upon Tyne, deixant la Universitat de Durham basada únicament a la seva ciutat natal.

### La universitat moderna, 1963–1999
En el moment de la separació de Newcastle, la seu d'Elvet Hill estava ben establerta; el primer col·legi nou es va fundar el 1959, el "Grey College", anomenat així en honor del segon comte Grey, que era primer ministre quan es va fundar la universitat. L'expansió per "Elvet Hill" va continuar, amb els col·legis Van Mildert, Trevelyan (1966) i Collingwood (1972) que es van afegir a la universitat, juntament amb el canvi d'ubicació del Jardí Botànic (1970) i l'escola de negocis (1977).
Aquestes no van ser, però, les úniques novetats a la universitat. La "Graduate Society", que atén estudiants de postgrau, es va fundar el 1965 (anomenada "Ustinov College" el 2003) i el seminari catòlic romà (ara tancat) de l'"Ushaw College", que estava a Durham des de 1808, va rebre llicència com a residència el 1968. L'any 1988 Hatfield, l'últim col·legi d'homes, es va convertir en mixt; seguit per la universitat de dones de Trevelyan el 1992, deixant la universitat de dones original de "St Mary's" com l'última universitat per a un sol sexe.
El 1989 la universitat va iniciar la seva oficina de recaptació de fons i antics alumnes, amb una comunitat virtual per a antics alumnes i diversos grans obsequis fets a la universitat, com ara el Centre d'Estudis de l'Orient Mitjà, el Departament de Física i l'Institut de Recerca Wolfson.

#### Desenvolupament a Stockton, 1992–1999
El 1991, una empresa conjunta entre la universitat i la Universitat de Teesside va fer que el "Joint University College on Teesside" de les Universitats de Durham i Teesside (JUCOT) s'establís a Thornaby-on-Tees al districte de Stockton-on-Tees i al comtat cerimonial de North Yorkshire, a 30 milles (48 km) al sud de Durham. Es va obrir amb el nom de "University College Stockton" (UCS) el 1992.
Inicialment, la UCS pretenia atorgar titulacions conjuntes convalidades per ambdues institucions (Llicenciatura i Llicenciatura). No obstant això, Teesside, que només s'havia convertit en una universitat el 1992, va tenir dificultats per assumir les seves responsabilitats per a la universitat i es va retirar el 1994, Durham assumint la total responsabilitat de la UCS i dels títols que s'hi concedirien.
Va començar un programa d'integració amb Durham, amb el Consell Privat aprovant canvis en els estatuts de Durham per fer de la UCS una universitat de la Universitat de Durham. Una major integració del desenvolupament de Stockton amb la universitat va portar a la formació de la Universitat de Durham, "Stockton Campus" (UDSC) el 1998 i la separació de les responsabilitats docents de la UCS.

### segle XXI

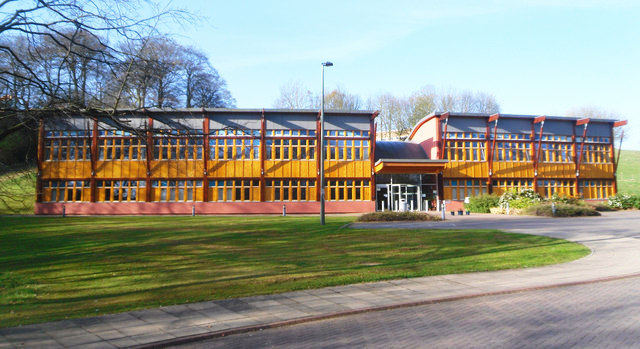
Escola de Govern i Afers Internacionals

L'any 2001, es van establir a Stockton dos col·legis nous, John Snow i George Stephenson (en honor del metge i l'enginyer) que van substituir la UCS, i la nova escola de medicina (que funcionava en associació amb la Universitat de Newcastle upon Tyne) va acceptar els seus primers estudiants. El 2002, el seu any de jubileu d'or, la reina va concedir el títol de "Campus de la Reina" al lloc de Stockton. El 2005, el "Queen's Campus, Stockton", representava al voltant del 18 per cent de la població total d'estudiants universitaris.
L'any 2005, la universitat va donar a conèixer un logotip remarcat i va introduir el nom comercial de Durham University, encara que el nom legal de la institució va continuar sent la Universitat de Durham i l'escut oficial no va canviar. El mateix any, el "St Mary's College" va tenir la seva primera admissió mixta de pregrau. L'octubre de 2006, el Josephine Butler College va obrir les portes als estudiants com la universitat més nova de Durham: la primera universitat sense serveis de restauració per a estudiants de Durham. Aquesta va ser la primera universitat nova que es va obrir a Durham des de la creació de Collingwood a la dècada de 1970.
El maig de 2010, Durham es va unir a la Xarxa d'Universitats de Matariki (MNU) juntament amb el "Dartmouth College" (EUA), la "Universitat Queen's" (Canadà), la "Universitat d'Otago" (Nova Zelanda), la "Universitat de Tübingen" (Alemanya), la Universitat d'Austràlia Occidental i la Universitat d'Uppsala. (Suècia). El 2012, Durham (juntament amb York, Exeter i Queen Mary, Universitat de Londres) es va unir al grup Russell d'universitats britàniques intensives en recerca.
Entre 2010 i 2012, la universitat va ser criticada per acceptar fons de fonts controvertides, com ara el govern de l'Iran, el Departament d'Estat dels EUA, el primer ministre de Kuwait i British American Tobacco.

#### Tancament del Queen's Campus i ampliació a Durham

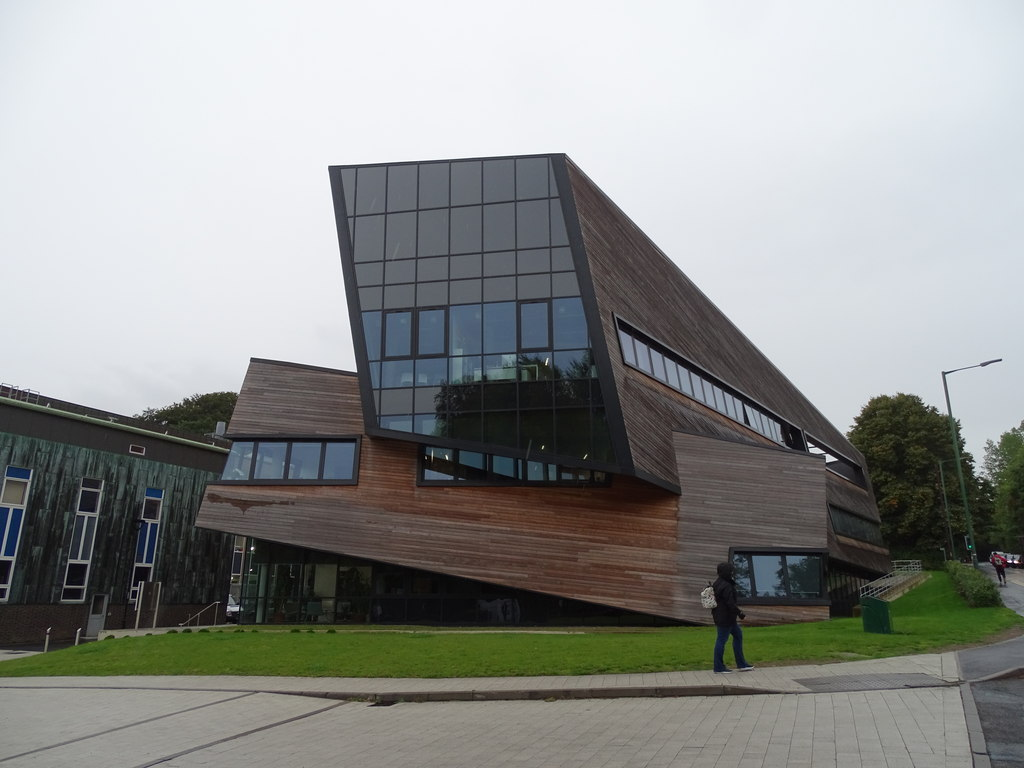
El Centre Ogden de Física Fonamental, al costat del Departament de Física

La universitat va anunciar el 2016 que traslladaria els col·legis i les activitats acadèmiques que actualment es troben al campus de la reina a la ciutat de Durham a partir del 2017; amb la transferència de l'Escola de Medicina, Farmàcia i Salut a la Universitat de Newcastle. El "Queen's Campus" es va convertir en un Centre d'Estudis Internacional per preparar estudiants estrangers per estudiar a Durham, dirigit per Study Group International.
El març de 2017, Lord Rees va obrir l'"Ogden Center for Fundamental Physics", dissenyat per Daniel Libeskind. El nou edifici, que porta el nom de l'antic alumne Peter Ogden, ofereix laboratoris addicionals i espai d'oficines per a 140 empleats. El maig de 2017, la universitat va anunciar una nova estratègia de deu anys que proposava invertir 700 milions de lliures esterlines en la millora del campus, la creació de 300 nous llocs acadèmics, l'augment de la mida de la universitat a 21.500 estudiants alhora que atreia més estudiants internacionals i l'ampliació de l'escola de negocis i la departaments de dret, política, anglès i història per assolir la "massa crítica de recerca".
El 2018, la universitat va anunciar que un consorci liderat per Interserve dissenyaria, construiria i operaria dos col·legis a Mount Oswald (nous edificis per a John Snow College i una nova universitat) per 105 milions de lliures esterlines. L'empresa del projecte (de la qual la universitat té una participació del 15 per cent) està finançant la construcció mitjançant una emissió de bons de 90 milions de lliures esterlines a 46 anys. Els dos col·legis van obrir portes el 2020. Per separat, la universitat va anunciar que havia recaptat 225 milions de lliures per finançar el seu pla director immobiliari mitjançant la venda privada de bons a llarg termini a inversors britànics i nord-americans. L'any 2021 es va informar que a Durham hi havia una cultura de sexisme i assetjament escolar, i que la universitat s'havia mostrat reticent a abordar els problemes estructurals, la qual cosa va permetre que aquesta cultura es desenvolupés relativament sense qüestions.

## Campus
La Universitat de Durham posseeix una finca de 257 ha (640 acres) de les quals 251 ha (620 acres) es troben a Durham. Conté part del patrimoni mundial de la UNESCO del castell i la catedral de Durham i molts altres béns patrimonials, com ara tres monuments antics (el fort en promontori de l'Edat de Ferro del castell de Maiden, la biblioteca de Cosin i la "Divinity House"), quatre edificis catalogats de grau I (incloent "Kingsgate Bridge", l'Edifici de l'Hisenda a "Palace Green", la casa del portal, la fortalesa els camps del nord i els camps de l'oest del castell de Durham, i béns catalogats que cobreixen seccions supervivents de les muralles del castell al voltant del nord del castell i al llarg de la part superior de la riba del riu darrere del "Hatfield College" i la "St Cuthbert's Society") i 79 edificis catalogats de grau II o II*. El 2023, la finca de Durham incloïa 112 ha (280 acres) de matolls boscosos (amb 46 ha (110 acres) de bosc designat com a àrees d'alt valor paisatgístic, incloses les 32,4 ha (80 acres) de "Great High Wood, Hollingside". "Wood and Blaid's Wood" també designat com a antics boscos semi naturals, llocs d'importància per a la conservació de la natura i llocs de valor ecològic), 53 ha (130 acres) de terres de conreu i pasturatge i 27 ha (67 acres) de praderies d'amenitat, al costat de 51,4 ha (127 acres) d'entorn construït. La finca també inclou el "Queen's Campus" a Stockton-on-Tees.
Una de les principals atraccions públiques de la ciutat de Durham són els jardins botànics de 10 ha (25 acres), establerts (al lloc actual) el 1970, amb més de 80.000 visitants anuals. El 2021, la finca universitària contenia més de 380 edificis amb una superfície de 424.600 metres quadrats (4.570.000 peus quadrats), inclosos 189.400 metres quadrats (2.039.000 peus quadrats) d'àrea residencial en 170 edificis residencials (sense incloure els edificis independents de "St Chand i "John's colleges", que no són propietat de la universitat). El valor de reintegració de l'assegurança es va estimar a prop dels 850 milions de lliures esterlines el 2014.

### Ciutat de Durham

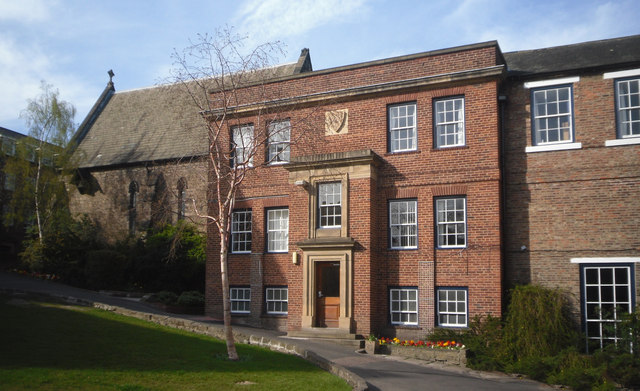
Hatfield College, un dels cinc col·legis al llarg del Bailey

La ciutat de Durham és la ubicació principal de la universitat i conté totes les universitats juntament amb la majoria dels departaments acadèmics. La finca de Durham City s'estén per diversos llocs diferents.

#### La Península
El Bailey i el Palace Green formen el centre històric de la universitat i contenen cinc col·legis, així com els departaments de música, història, clàssics i història antia, i teologia i religió, l'Institut d'Estudis Avançats, Palace Green Library (que allotja les col·leccions especials de la universitat), el museu arqueològic, la Durham Union Society, i el Teatre Assembly Rooms'. El Bailey està vinculat a "Dunelm House", seu de "Durham Students Union" a New Elvet, al costat del pont de Kingsgate de la universitat.

#### Elvet

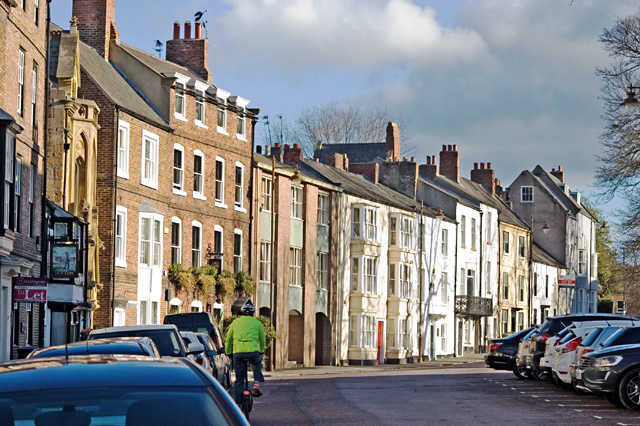
Old Elvet és la llar de diversos departaments

La zona d'Elvet acull els departments d'estudis anglesos i filosofia juntament amb l'escola de llengües i cultures modernes de la facultat d'Arts, així com els departaments de sociologia i ciències de l'esport i l'exercici, de la facultat de Ciències Socials i Salut. La Durham Students' Union té la seu a  Dunelm House, al nord d'Elvet Riverside, unit a l'àrea de la península pel pont de Kingsgate. El Racecourse té els camps d'esplai de la universitat, inclòs el camp de cricket principal. Encara que no hi ha col·legis a l'àrea d'Elvet, sí que té l'allotjament de Parson's Field per la St Cuthbert's Society i l'allotjament James Barber i Palmer's Garth, de Hatfield College.

#### Leazes Road
El lloc de Leazes Road a la banda nord del Wear, al davant dels camps del 'Racecourse i d'Old Elvet, acollia l'Escola d'Educació i el col·legi Hild Bede. El 2024, aquesta zona estava en procés de renovació amb l'objectiu d'establir el col·legi dinovè al costat de Hild Bede. En la preparació de les reformes, els departaments i altres serveis es van treure de Leazes Road l'any 2022, i el col·legi Hild Bede es va traslladar temporalment a Rushford Court a la zona del viaducte l'estiiu de 2024. El maig de 2024 es va anunciar que l'empresa UPP s'havia triat per fer la renovació de Hild Bede i la construcció del nou col·legi amb un model de disseny, construcció, finançament i operació.

#### Mountjoy

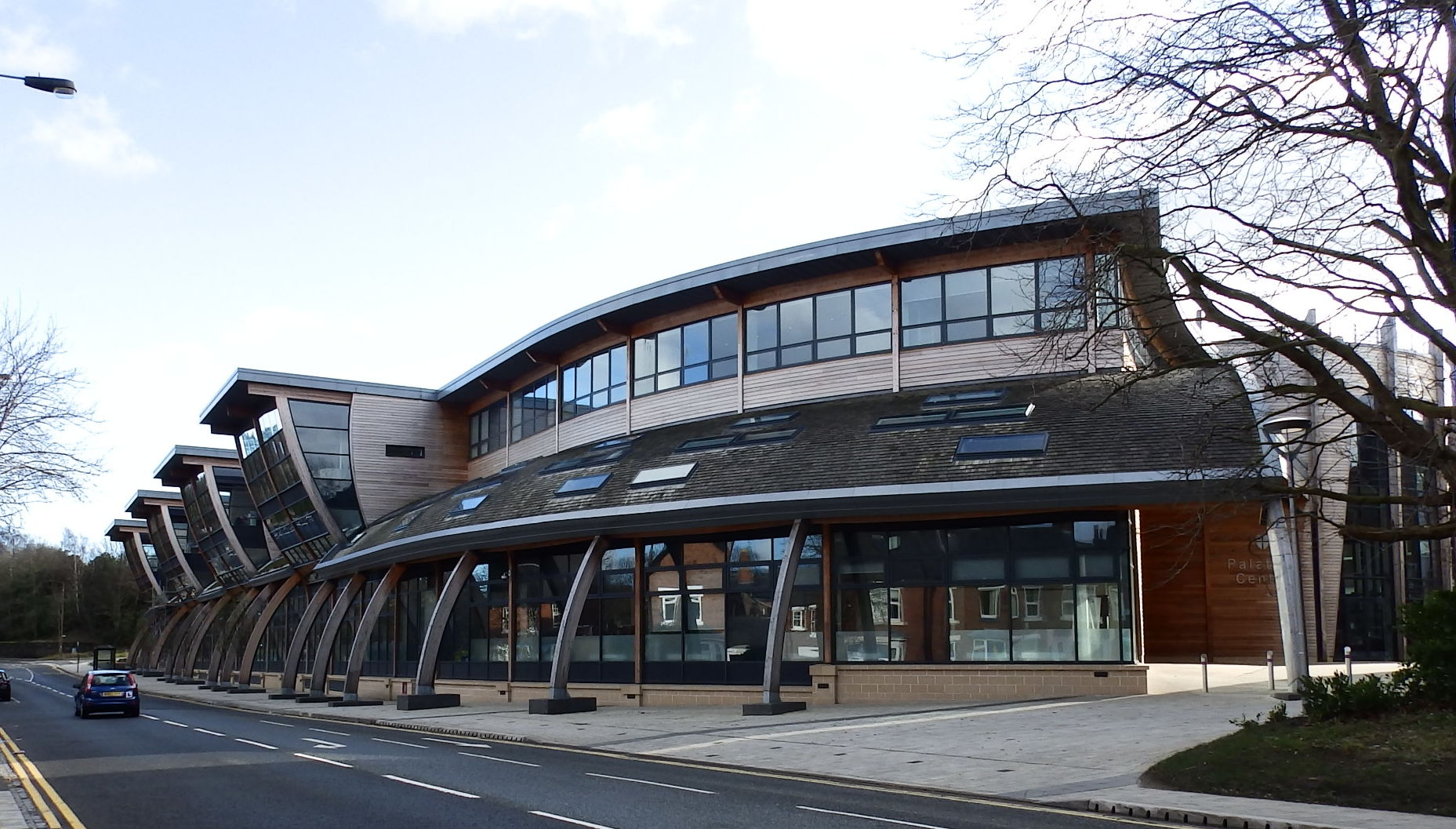
El Centre Palatí al Campus Mountjoy, seu de l'administració de la universitat

El lloc de Mountjoy (antic lloc de Science) al sud de New Elvet conté la gran majoria de departaments i grans sales de conferències com Appleby, Scarborough, James Duff, Heywood i més recentment el "Calman Learning Center" (obert el 2007) i el "Lower Mountjoy Teaching and Learning Center" (obert el 2019), juntament amb la biblioteca principal Bill Bryson.

#### Elvet Hill

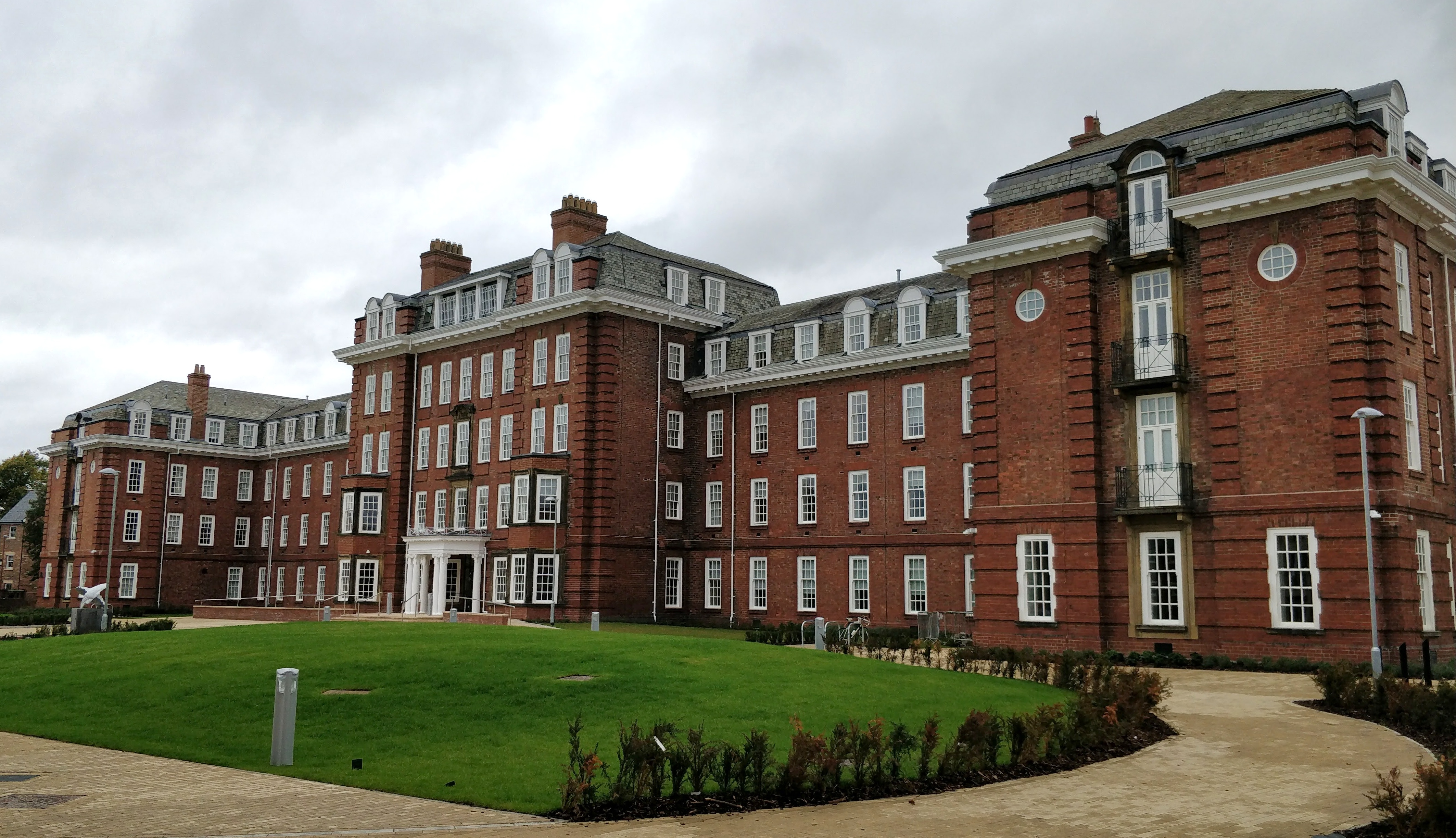
Sheraton Park Durham.

Elvet Hill, al sud del lloc de Mountjoy, té deu dels col·legis, així com el Jardí Botànic i la residència del vicerector a Hollingside House. També acull l'Escola de Negocis i el departament de Govern i Afers Internacionals, així com la Universitat Teikyo del Japó a Durham i el Museu Oriental.
Com a part de la transferència de col·legis del Queen's Campus el 2017, una sèrie de col·legis van canviar d'ubicació. "Stephenson College" es va traslladar al lloc de "Howlands Farm" (també a Elvet Hill) ocupat anteriorment per Ustinov College. El mateix Ustinov es va traslladar a un nou lloc a "Sheraton Park" a "Neville's Cross" a partir del curs 2017/18. Durant un període de transició, John Snow i Stephenson es van ubicar a Howlands Farm durant el curs acadèmic 2018/19.

#### Mont Oswald

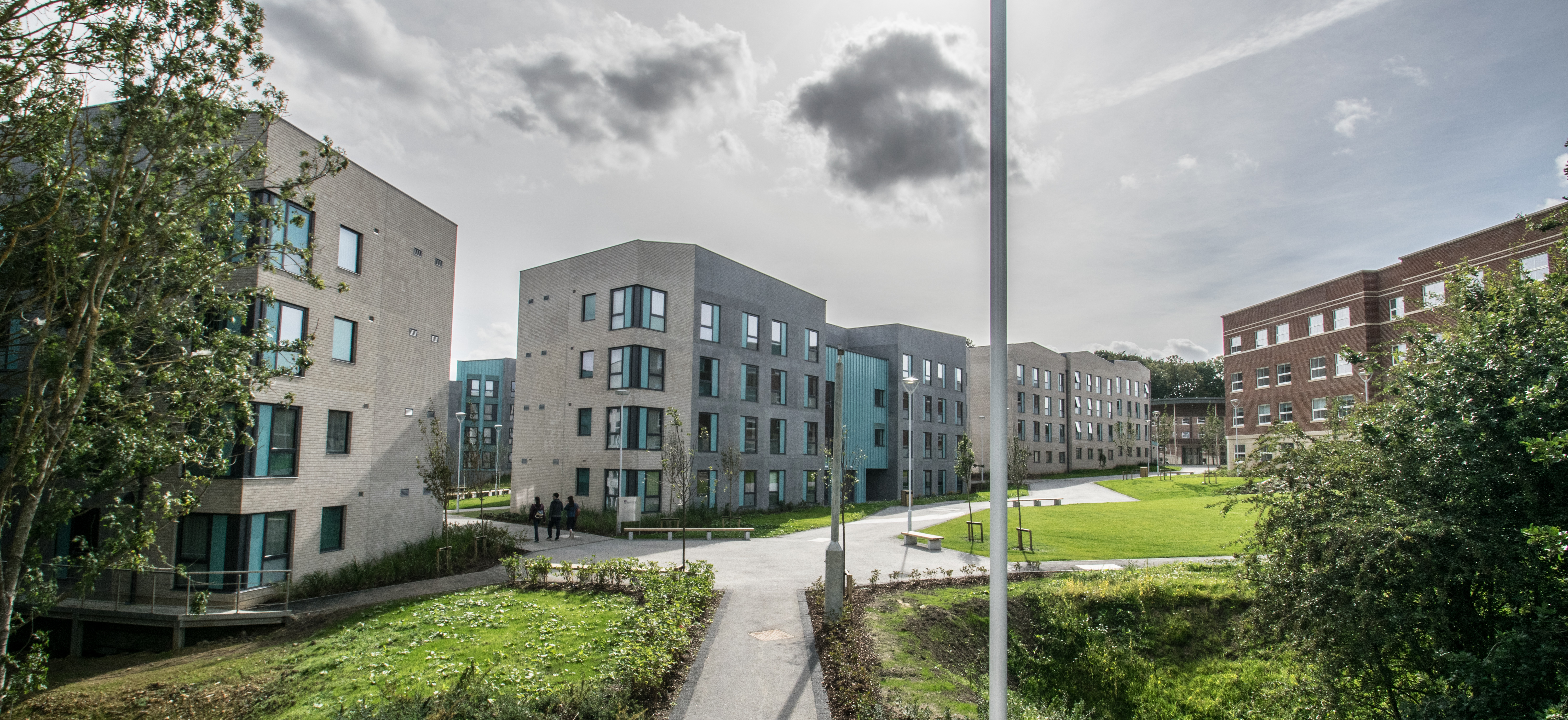
Col·legis sud (esquerra) i John Snow (dreta) al lloc de Mount Oswald

El 2020 es van obrir dues noves universitats al lloc de l'antic camp de golf "Mount Oswald" a Elvet Hill. John Snow es va traslladar a un d'aquests col·legis, i l'altre va formar el nou "South College", el 17è col·legi de la universitat. Les noves universitats de Mount Oswald tenen unes 500 habitacions amb cuina cadascuna. A partir de l'any 2016, quan es van sol·licitar les ofertes per a la construcció, s'esperava que les 700 primeres habitacions estiguessin disponibles per al curs 2019/20 i les 300 restants el curs 2021/22. La construcció va començar el setembre de 2018, amb l'"Edifici Hub" previst per al curs 2019/20, però no s'esperava que els primers estudiants s'instal·lin al nou allotjament fins al curs 2020/21. La universitat John Snow es va mudar de Howlands el 2019/20 i va estar ubicada durant un any a "Rushford Court" (l'antic Hospital del Comtat, ara propietat d'Unite Students) a la zona del viaducte de la ciutat abans de traslladar-se a Mount Oswald per al 2020/21.

#### Plans de desenvolupament
La universitat va publicar el 2017 un document estratègic que estableix (entre altres coses) un full de ruta per al desenvolupament de la finca durant el període fins al 2027, inclòs el desenvolupament d'una nova llar per a l'escola de negocis d'Elvet Waterside (Old Elvet), que s'havia d'obrir el 2021, la reurbanització de les instal·lacions d'arts i humanitats a "Elvet Riverside" (New Elvet), obertura a partir de 2022, la construcció de quatre a sis nous col·legis i el desenvolupament continuat del lloc de Mountjoy.
Els plans de New Elvet estaven supeditats a la concessió a la universitat d'un "Certificat d'immunitat a la llista" per a l'actual edifici del sindicat estudiantil, Dunelm House, que permetria enderrocar-lo. No obstant això, després d'una recomanació d'inscriure a la llista de Historic England, de múltiples apel·lacions i d'una campanya de diversos anys de la "Twentieth Century Society" contra les decisions del govern el 2016 i el 2017 de no incloure l'edifici, Dunelm House va rebre una llista de grau II el 2021.
El 2019 es van presentar propostes per a una nova escola de negocis de 75 milions de lliures a "Elvet Waterside" per obtenir el permís de planificació. Tanmateix, això no s'havia concedit el 2022. En canvi, la universitat va decidir comprar l'edifici Waterside, la seu recentment construïda del Consell del Comtat de Durham a Sands, al nord del centre de la ciutat, després que la nova direcció del comtat (després de les eleccions de 2021) decidís vendre-la. La compra va ser, però, per 84 milions de lliures a finals de 2022.
El pla mestre de la propietat de la universitat per al 2017-2027 va identificar l'àrea al voltant de Howlands Farm, el lloc de Leazes Road (Hild Bede College) i el lloc actual de l'escola de negocis com a possibles ubicacions per al desenvolupament de nous allotjaments (és a dir, noves universitats). En preparació per a la reurbanització, l'any 2022 es van traslladar diversos departaments i instal·lacions de Leazes Road, incloent el Departament de Ciències de l'Esport i l'Exercici, l'Institut d'Humanitats Mèdiques i l'Escola d'Educació. Alguns allotjaments a "Hild Bede College" també es van traslladar, però els plans per tancar tots els allotjaments al lloc principal de Hild Bede es van abandonar a causa de la gran demanda d'allotjament universitari.
L'allotjament al lloc principal d'Hild Bede es continuarà utilitzant durant el 2023-2024, amb una renovació completa prevista per a l'estiu del 2024. A continuació, la universitat es traslladarà temporalment a "Rushford Court" (anteriorment utilitzada per John Snow College mentre es desenvolupa el seu Mount Oswald), el lloc estava en curs). Actualment, la universitat treballa amb Unite Students (els propietaris de Rushford Court) per desenvolupar les instal·lacions que normalment s'ofereixen a una universitat. A més llarg termini, es preveu que Rushford Court es converteixi en la 18a universitat de Durham. Es preveu que la re urbanització del lloc de "Leazes Road" inclogui no només la renovació de Hild Bede, sinó també la construcció de la 19a universitat de Durham. La UPP es va anunciar el maig de 2024 com a licitadors preferits per lliurar la reforma i la nova universitat sota un model de disseny, construcció, finançament i funcionament.

#### Col·legi Ushaw
Ushaw College, a 5 milles a l'oest de Durham, és un antic seminari catòlic que és una residència amb llicència de la universitat. Acull parts de l'Escola de Negocis i del Centre d'Estudis Catòlics, amb la universitat que s'ha compromès a llogar l'ala Est fins al 2027 i a establir una biblioteca de recerca residencial a Ushaw. Antigament acollia alguns estudiants del Josephine Butler College, però des de l'estiu de 2015 els únics estudiants d'Ushaw són estudiants de màrqueting empresarial. L'any 2017, el Centre d'Avaluació i Seguiment de la universitat, que forma part de l'Escola d'Educació, es va traslladar a l'Ushaw College i s'hi ha mantingut des de la seva venda a la Universitat de Cambridge el 2019.

### Queen's Campus
- Article principal: Queen's Campus, Durham University a la Viquipèdia anglesa.

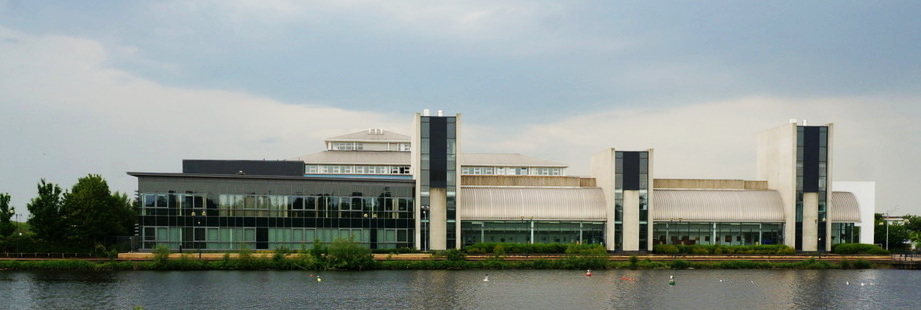
Wolfson Research Institute al Queen's Campus

Queen's Campus al districte de Stockton-on-Tees (Thornaby, North Yorkshire) a unes 30 milles de la ciutat de Durham. Fins al 2017–18, el campus va ser la llar d'uns 2.000 estudiants a temps complet en dues universitats (John Snow i Stephenson Colleges) i el "Wolfson Research Institute". Un autobús connecta Queen's Campus amb Durham City, amb un trajecte d'anada que sol durar 45 minuts.
Els col·legis i els departaments acadèmics es van traslladar a la ciutat de Durham (o es van traslladar a la Universitat de Newcastle en el cas de l'Escola de Medicina, Farmàcia i Salut) entre el 2017 i el 2018, i el Queen's Campus es va convertir en un Centre d'Estudis Internacional (ISC), dirigit per Study. Grup. Això prepara els estudiants estrangers no comunitaris per accedir a cursos de grau a la universitat, i els primers estudiants van començar el setembre de 2017. L'ISC s'ha fet càrrec de l'antic allotjament universitari al campus, amb els antics edificis del Stephenson College esdevenint Endeavour Court i els antics edificis del John Snow College convertint-se en Infinity House. L'ISC també continua utilitzant l'allotjament privat de "Rialto Court", que abans era utilitzat pels col·legis del Queen's Campus. La universitat havia dit, com a part del seu pla director 2017-2027, que continua explorant altres opcions per a l'ús del campus de la Reina i desenvoluparà un pla director separat per al campus.
El "Wolfson Research Institute" es va establir al Queen's Campus l'any 2001 per dur a terme i facilitar la investigació interdisciplinària en salut i benestar.

### Biblioteques

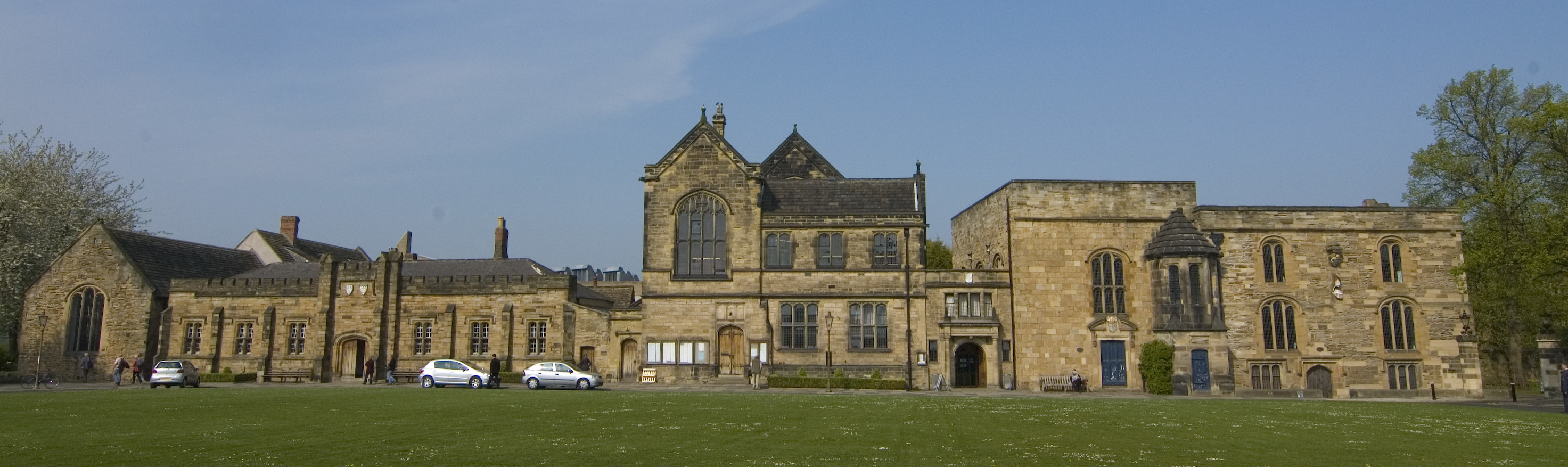
La biblioteca universitària original, ara coneguda com la Palace Green Library (centre) i l'Escola de Música (esquerra)

El sistema de la biblioteca de la Universitat de Durham conté més d'1,5 milions d'articles impresos. La biblioteca va ser fundada el gener de 1833 a Palace Green amb una donació de 160 volums del bisbe de Durham, William Van Mildert. La biblioteca opera quatre sucursals: la biblioteca Bill Bryson (la biblioteca principal), la biblioteca del campus de Queen, la biblioteca de l'escola de negocis de la Universitat de Durham i la biblioteca del palau verd, que conté les col·leccions especials i patrimonials.
L'any 2005, el Consell de Museus, Biblioteques i Arxius va atorgar l'estatus designat a dues de les col·leccions especials: la Biblioteca del bisbe Cosin a Palace Green (una biblioteca pública dotada que data de 1669 de la qual la universitat n'és el síndic), que conté manuscrits medievals i més de 5.000 llibres impresos, molts primers, i l'Arxiu del Sudan, descrit per la universitat com "l'arxiu preeminent del Sudan fora de Khartum". Des que el 2012 es va suprimir el Consell de Museus, Biblioteques i Arxius, l'esquema de designació ha estat gestionat per "Arts Council England"; les dues col·leccions especials continuen designades al juliol de 2016, juntament amb les col·leccions egípcies i xineses del Museu Oriental de la Universitat de Durham.
El 2012, la universitat, juntament amb la Biblioteca Britànica i la Catedral de Durham, va comprar el llibre intacte més antic d'Europa, lEvangeli de Sant Cuthbert, per a la nació per 9 milions de lliures. Es mostra per igual a Londres i Durham, i es mostra per primera vegada a la "Palace Green Library" de la universitat com a part de l'exposició Lindisfarne Gospels Durham el 2013.
A més del sistema de biblioteques central, cada col·legi manté la seva pròpia biblioteca i sales de lectura com les biblioteques "Bettenson, Brewis", "Williams" i "Fenton del St Chad's College", que contenen més de 38.000 volums. Molts departaments també mantenen una biblioteca a més de les col·leccions temàtiques a les biblioteques centrals i universitàries. Els lectors també tenen dret a utilitzar la biblioteca de teologia que allotja la catedral de Durham al seu claustre.
El febrer de 2017, la universitat va anunciar una inversió de 2 milions de lliures per establir una biblioteca de recerca residencial a l'Ushaw College. Aquesta seria la primera biblioteca de recerca residencial d'una universitat del Regne Unit i oferiria als investigadors accés a les col·leccions de l'Ushaw College i la catedral de Durham, així com a les col·leccions especials de la universitat a la Palace Green Library. Està previst que els investigadors visitants també participin en el programa de participació pública a Ushaw.

### Museus

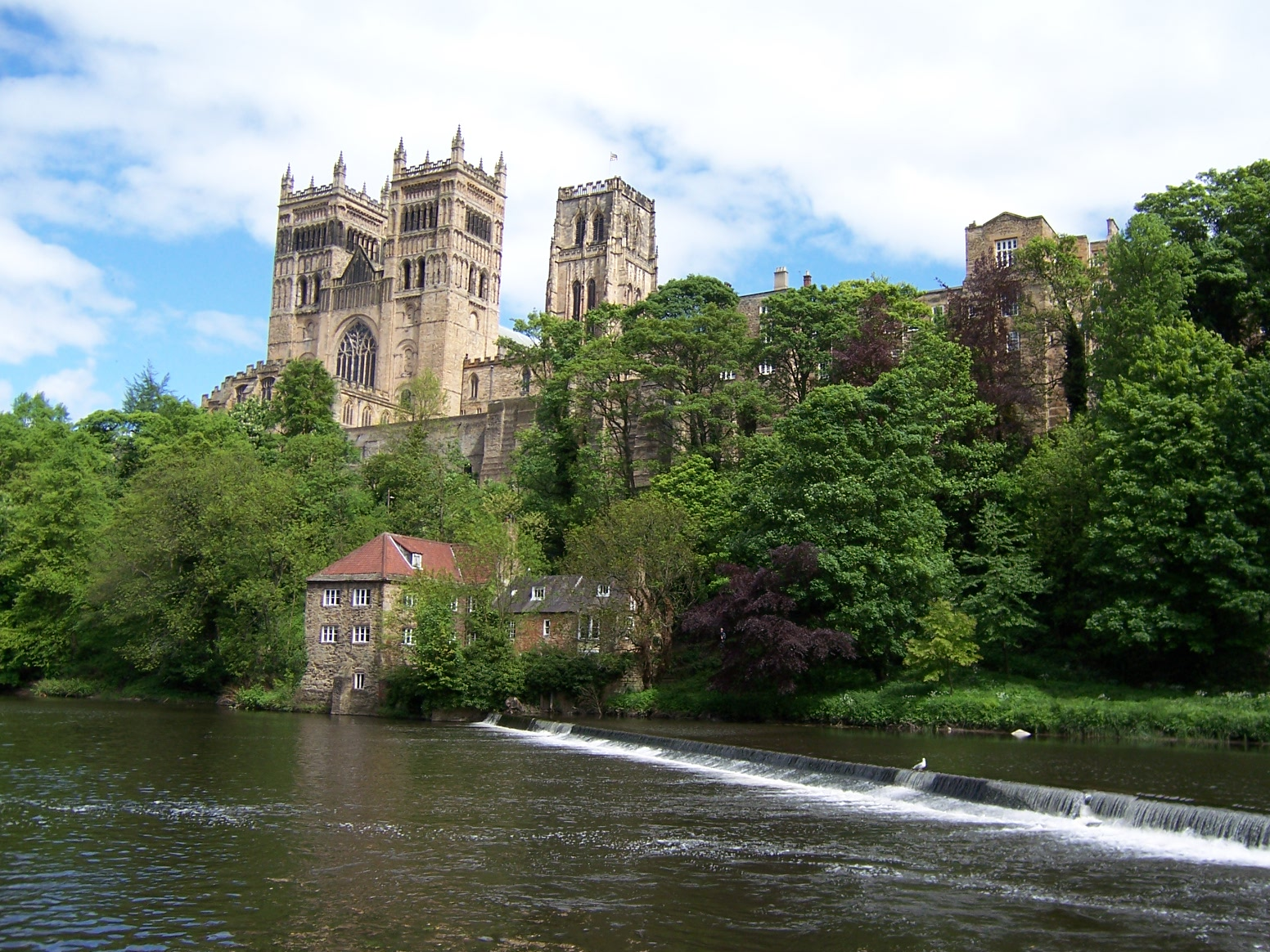
Catedral de Durham

Els museus, galeries i exposicions de la universitat gestionen tres museus oberts al públic, tots acreditats per "Arts Council England" a través del sistema d'acreditació de museus del Regne Unit, així com dues col·leccions no públiques. Els fons totals són de més de 100.000 peces.
Construït a la dècada de 1960, el Museu Oriental de la Universitat de Durham va créixer principalment a partir de les adquisicions de l'antiga Escola d'Estudis Orientals de la universitat. Inicialment allotjat a tota la universitat i utilitzat com a col·lecció d'ensenyament, la mida de la col·lecció va portar a la construcció de l'actual museu per allotjar el material. La col·lecció fins ara conté més de 30.000 objectes des de l'art asiàtic fins a les antiguitats, que cobreixen l'Orient i el Llevant fins a l'Extrem Orient i el subcontinent indi, amb més d'un terç de la col·lecció relacionada amb la Xina. Les col·leccions xineses i egípcies van rebre l'estatus designat com a col·leccions d'importància nacional pel Consell de Museus, Biblioteques i Arxius el 2008
El Museu d'Arqueologia de la Universitat de Durham es va traslladar a Palace Green el 2014, després d'haver estat allotjat anteriorment a l'"Old Fulling Mill", a la vora del Wear. El museu va ser inaugurat el 1833, sent el segon museu universitari d'Anglaterra que permetia l'admissió al públic en general. El museu se centra en el patrimoni del nord-est d'Anglaterra i inclou col·leccions nacionals i internacionals que abasten els períodes prehistòric, grec antic, romà, anglosaxó, medieval i post-medieval.
El Museu del Castell de Durham té al voltant de 5.000 peces de la història del castell, incloent-hi armadures, tapissos, plata i art.
A més dels tres museus públics, la universitat també té una col·lecció de bio-ciències i una col·lecció d'art.

### Capelles, sales d'oració i altres recursos per a la fe

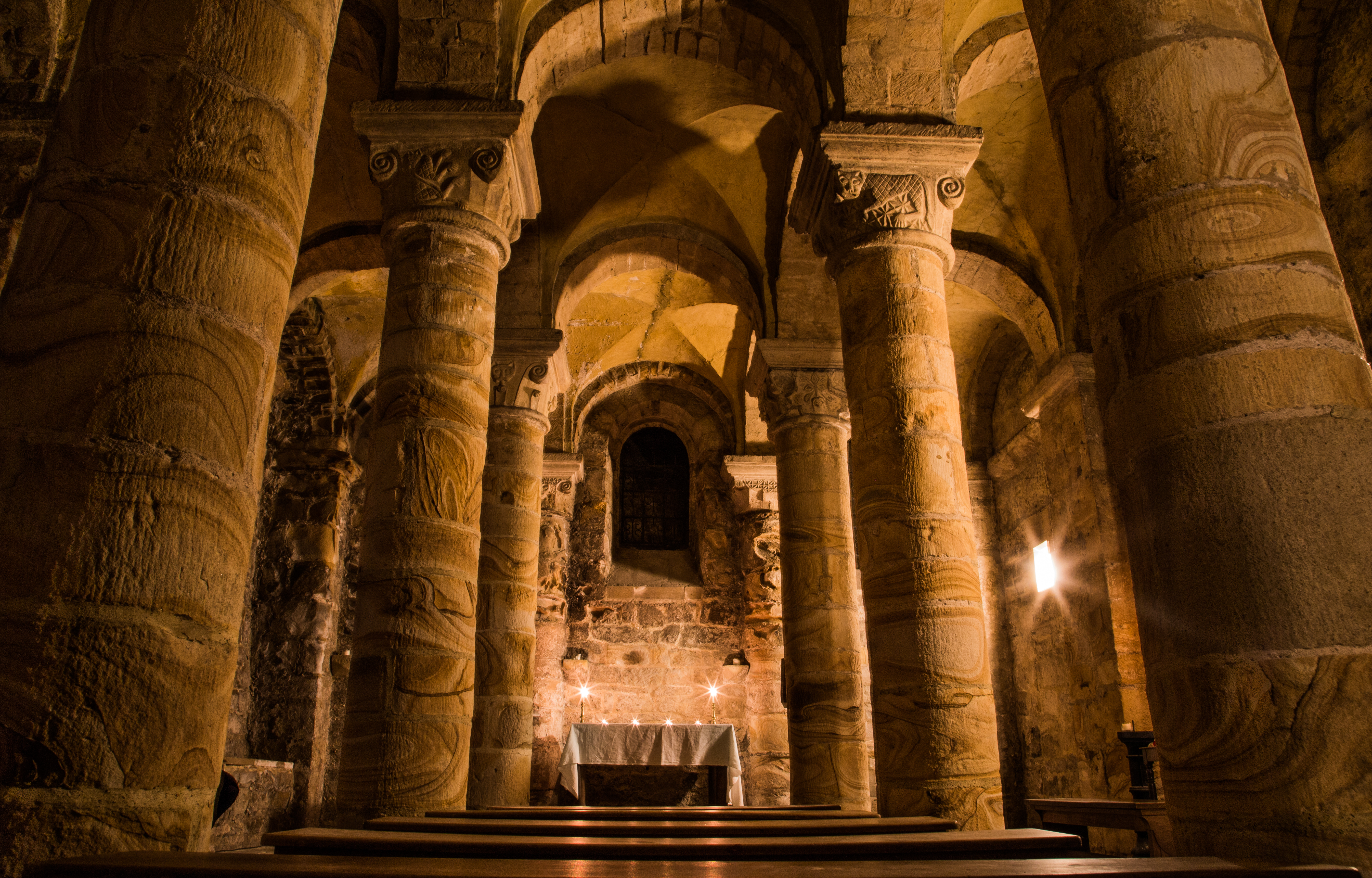
Capella normanda de la Universitat, construïda c.1080, és l'edifici més antic que es conserva a Durham

Hi ha capelles anglicanes a molts dels col·legis, inclosa la capella normanda del segle XI al University College i la capella art déco del "Hild Bede College". També hi ha sales multireligioses al "St Aidan's College," "Trevelyan College", i a l'edifici central compartit per "John Snow and South Colleges". Les sales de pregària musulmanes es troben a "Old Elvet" i al "Grey College". Hi ha una cuina kosher al St Aidan's College que dóna suport als àpats del dissabte jueu i altres festivals.

### Iniciatives mediambientals

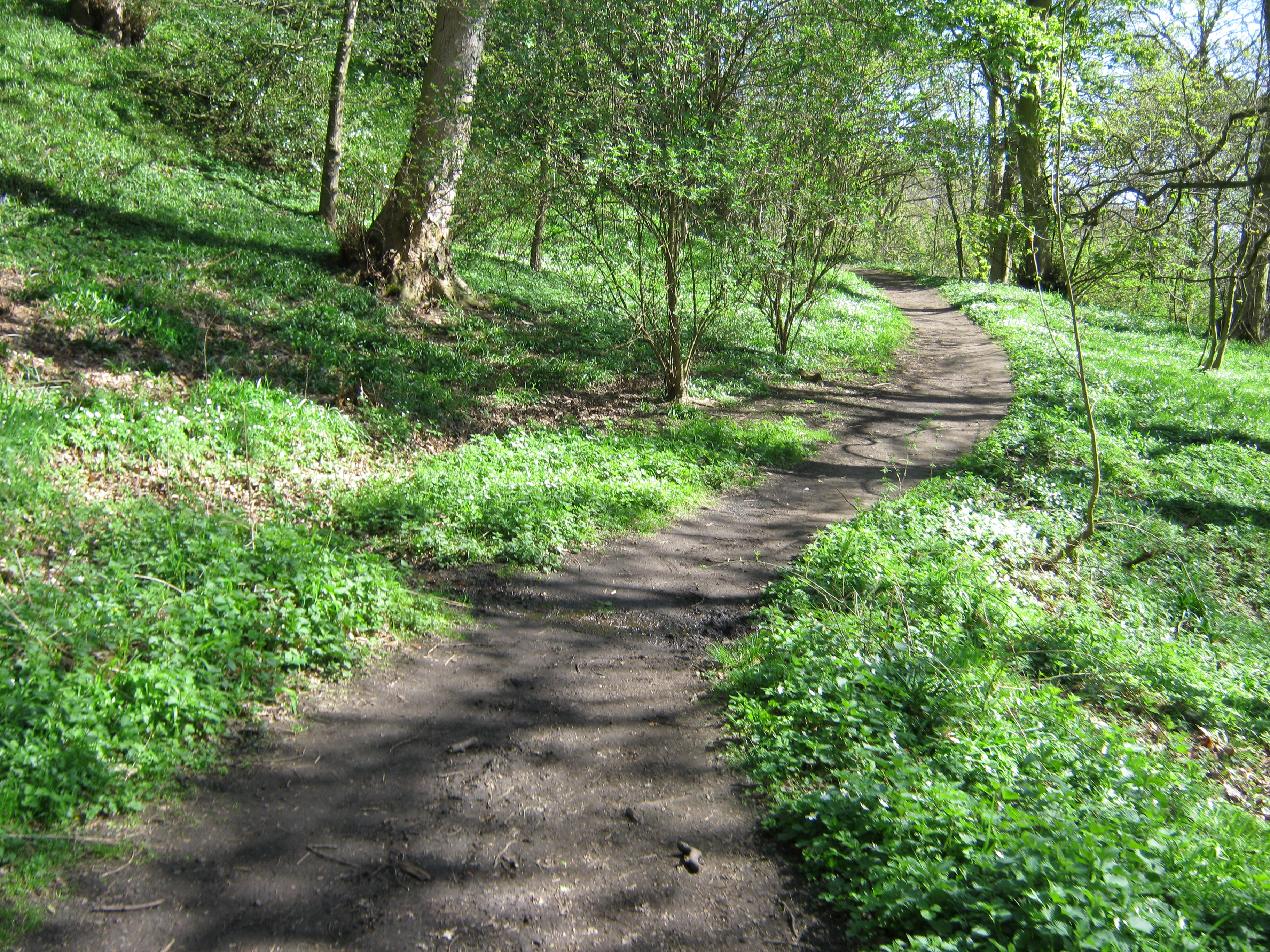
Un camí pel Great High Wood, un antic bosc del campus universitari

Durham s'ha compromès a assolir el Net Zero el 2035 i a aconseguir un guany net de biodiversitat al campus el 2032. La universitat es va unir a la campanya Hedgehog Friendly Campus el 2020, rebent l'acreditació de plata el 2021/22 i l'acreditació d'or el 2022/23, abans de convertir-se en una de les sis universitats amb l'acreditació de platí de més alt nivell el 2024. Va ser membre fundador de la Nature Positive Universities Alliance el 2022. Les accions preses per millorar la biodiversitat han inclòs la conversió de 9 hectàrees (22 acres) de gespa en pastures i l'enriquiment de 4 hectàrees (10 acres) de terra al jardí botànic per augmentar la diversitat de flors silvestres.
Les iniciatives verdes a la universitat i el seu ascens en dos anys del 96è (3a classe) al 30è de la People and Planet University League (entre 2019 i 2021) s'han constatat a la premsa nacional. A la taula 2023/24, ocupa el lloc 26 (1a classe). A nivell internacional, la universitat va ocupar el lloc 19 a nivell mundial per a la sostenibilitat al QS World University Rankings: Sustainability 2024 i el 36è a nivell mundial al 2024 Times Higher Education Impact Rankings, basat en els Objectius de Desenvolupament Sostenible de les Nacions Unides.
Durham ha guanyat diversos premis Green Gown

- Categoria de Natura positiva (2023) per al pla de millora de la biodiversitat[180]
- Categoria d'empresa (2021) per al projecte RENU (Expedició de recerca per a l'aprenentatge net zero i universal)[181]
- Categoria de la comunitat (2017) per a Van Mildert College Outreach[182]
- Categoria de Millora Contínua (2015) per al Moviment Espais Verds[183]
- Categoria de contractació sostenible (2011)[184]
- Categoria de contractació sostenible (2010)[185]

## Organització i administració
Curs acadèmic

El curs acadèmic de Durham es divideix en tres trimestres: trimestre de Michaelmas, que dura 10 setmanes d'octubre a desembre; Termini de l'Epifania, que dura deu setmanes de gener a març; i el trimestre de Setmana Santa, que dura nou setmanes d'abril a juny. Tots els terminis comencen un dilluns. Les setmanes de trimestre s'anomenen "Semanes de la docència", numerades des de l'1 (inici del Sant Miquel) fins al 29 (final de Setmana Santa), encara que aquest període s'utilitza per a la docència i els exàmens. A més, hi ha una "Setmana d'Inducció" (coneguda informalment com a "Setmana dels Freshers" o Setmana 0) per als estudiants de primer any abans de l'inici del trimestre de Sant Miquel, començant el primer dilluns d'octubre.
També s'espera que els estudiants de la universitat "mantinguin el termini", per la qual cosa els estudiants han de complir els seus requisits acadèmics a la universitat. Com a tal, els Caps de Departament han d'estar convençuts que cada estudiant ha assistit a totes les tutories, seminaris i treballs pràctics necessaris durant el trimestre i el període de vacances.
Col·legis

- Article detallat: Col·legis de la Universitat de Durham a la Viquipèdia anglesa

petit mapa de Durham

Durham opera una estructura universitària similar a les de la Universitat d'Oxford i la Universitat de Cambridge, ja que tots els col·legis de Durham (que existien el 2013) són "cossos llistats" a la part 2 de l'Educació (cossos llistats) (Anglaterra) Ordre de 2013 feta en virtut de la Llei de reforma de l'educació de 1988, com a òrgans que consideren al Secretari d'Estat "un col·legi, escola, aula o altra institució constituent d'una universitat que sigui un organisme tan reconegut" (l'"organisme reconegut" "és, en aquest cas, la Universitat de Durham). Tot i que la majoria dels col·legis de Durham estan governats i propietat directament de la mateixa universitat (les excepcions són St John's i St Chad's), l'estatus legal dels col·legis de Durham és similar als col·legis d'Oxbridge, diferenciant-los dels de les universitats de Kent. Lancaster i York. Tanmateix, a diferència d'Oxford i Cambridge, no hi ha ensenyament formal als col·legis de Durham (a excepció del col·legi teològic Cranmer Hall a St John's), encara que els col·legis estan actius en la recerca. Els col·legis dominen les funcions residencials, socials, esportives i pastorals dins de la universitat, i hi ha una gran participació dels estudiants en el seu funcionament.
Els sopars formals (coneguts com a "formals") es fan a cada universitat; es porten bates per a aquests esdeveniments a poc més de la meitat de les universitats. Els vestits no es porten per a formals a Collingwood, St Aidan's, St Cuthbert's, Hild Bede, Van Mildert, Stephenson o Ustinov.<re>"Which College is right for me?". Durham University. Retrieved 3 October 2015.</ref> Hi ha una gran rivalitat interuniversitaria, especialment en el rem i altres activitats esportives. També hi ha rivalitat entre els col·legis "Bailey" generalment més antics i els col·legis "Hill" més nous.
Els col·legis són:
| 1. Collingwood College 2. Grey College 3. Hatfield College 4. John Snow College 5. Josephine Butler College 6. St Aidan's College 7. St Chad's College 8. St Cuthbert's Society 9. College of St Hild and St Bede | St John's College St Mary's College South College Stephenson College Trevelyan College University College Ustinov College Van Mildert College |

## Governança
- Vegeu també: Llista de cancellers de la Universitat de Durham i Llista de vicerectors i directors de la Universitat de Durham a la Viquipèdia anglesa

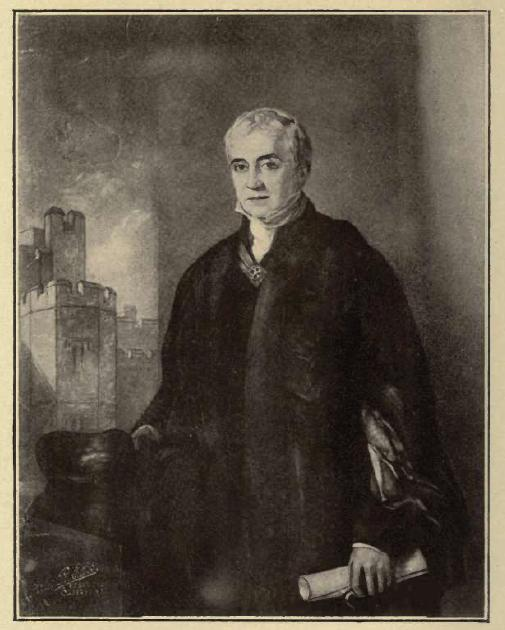
L'ardiaca Charles Thorp, fundador i primer alcaide de Durham

La universitat es regeix pels estatuts establerts per les Universitats de Durham i Newcastle upon Tyne Act, 1963, i posteriorment modificats pel Consell Privat. Els estatuts disposen que: "La Universitat es regirà per un visitant, rector, vicerector, convocatòria, consell, claustre i juntes d'estudis". (Estatut 4).
El visitant de la universitat és el bisbe de Durham. El visitant és l'àrbitre final de qualsevol controvèrsia dins de la universitat, excepte en aquelles àrees on la legislació l'ha eliminat als tribunals o altres defensors del poble, o en qüestions internes a les dues universitats no mantingudes (St Chad's College i St John's College), cadascun dels quals té el seu propi visitant. Les queixes i apel·lacions dels estudiants van ser escoltades pel visitant fins que la Llei d'educació superior de 2004 va entrar en vigor. Ara totes les queixes dels estudiants són escoltades per l'Oficina de l'Adjudicador Independent.
La rectora de la universitat és Fiona Hill, que va ser nomenada el novembre de 2022 en successió de Sir Thomas Allen i va prendre possessió el juny de 2023. El canceller és nomenat per convocatòria per "per un període determinat, normalment, no inferior a cinc anys que determini el Consell", renovable. El paper del canceller és principalment cerimonial; El vicerector i director és el director executiu de la universitat i és nomenat pel consell després de consultar amb el senat. Com a director, el vicerector és responsable dels 15 col·legis mantinguts de la universitat. Des del gener de 2022 aquesta ha estat Karen O'Brien, la primera dona vicerectora i directora de la universitat, succeint a Stuart Corbridge, que es va jubilar el juliol de 2021.

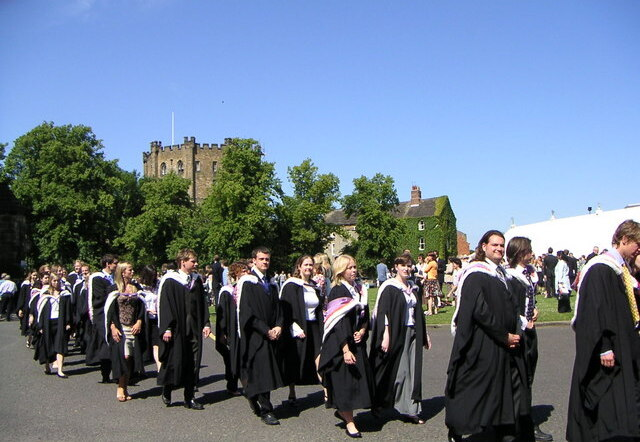
Les cerimònies de graduació de la universitat tenen lloc a la catedral de Durham amb recepcions al Palace Green

La convocatòria és l'assemblea de la universitat. Els membres de la convocatòria inclouen el rector, el vicerector, el vicerector adjunt i els pro-rectors, tots els graduats, el professorat (professors, professors titulars, lectors i professors) i els caps de col·legis i residències autoritzades. S'ha de reunir una vegada a l'any per escoltar el discurs del vicerectorat i per debatre qualsevol assumpte relacionat amb la universitat. Es poden convocar altres reunions si la representació es fa per un mínim de 50 membres. Els seus poders es limiten a nomenar el rector (a partir de la nominació del consell i del senat) i a la realització de representacions davant la universitat sobre qualsevol assumpte debatut (estatut 30).
El Consell és l'òrgan executiu de la universitat. A més dels representants de la universitat, inclou fins a 12 membres laics (que no són professors ni personal assalariat de la universitat ni de cap dels seus col·legis), el degà de Durham i el president de la Unió d'Estudiants de Durham (Estatut 10). Els seus poders inclouen establir i mantenir col·legis, i reconèixer els col·legis no mantinguts i les residències amb llicència (estatuts 12 i 13).

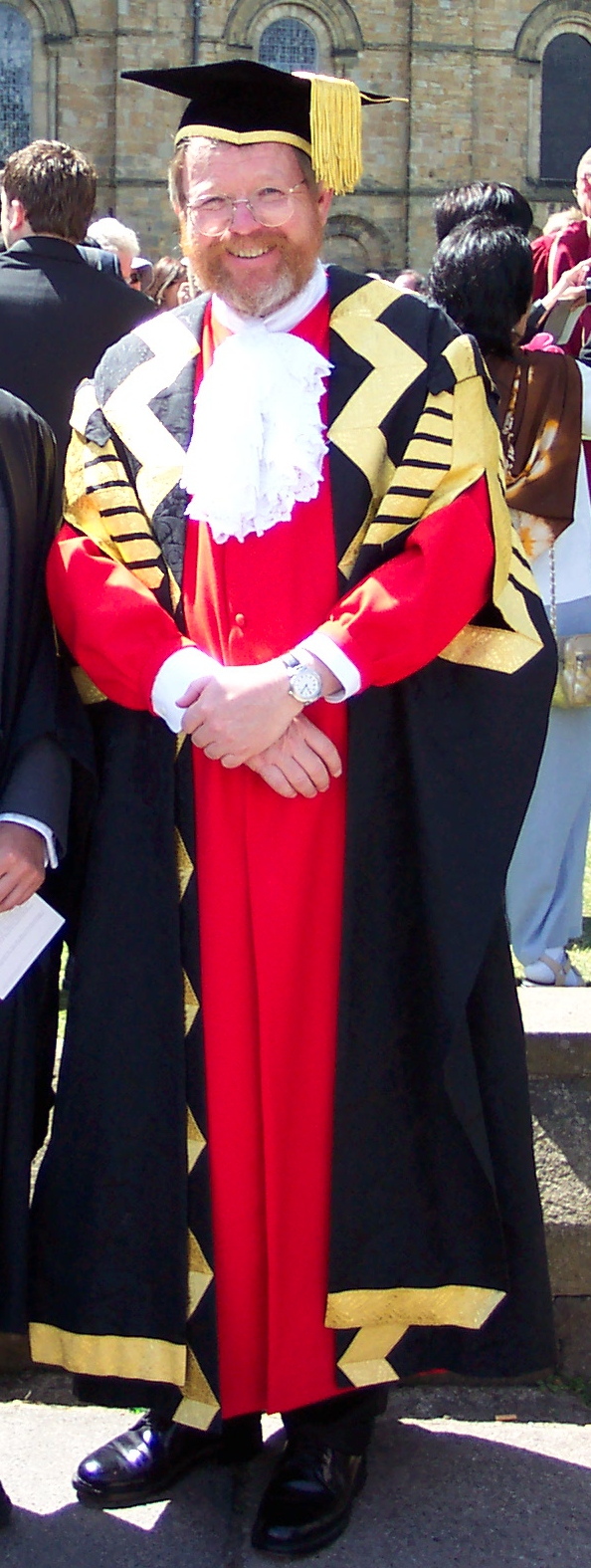
Bill Bryson (canciller 2005–2012) amb la vestimenta acadèmica del rector de la Universitat de Durham

El Senat és l'òrgan suprem de govern de la universitat en matèria acadèmica. Té dret a ser consultat pel Consell sobre el nomenament del vicerector i del director, del vicerector i dels pro-rectors, i recomana la creació de Facultats i Juntes d'Estudis (departaments acadèmics). És el Senat qui atorga els títols i té l'autoritat per revocar-los. També regula l'ús de la vestimenta acadèmica de la universitat (estatuts 19 i 20).
L'assemblea electoral acadèmica està formada per tots els membres del personal acadèmic, excepte els que són membres d'ofici del senat, i els tutors sèniors de St John's College i At Chad's College. A més d'elegir membres del senat, té la seva pròpia presidència i comissió permanent i pot discutir "Qualsevol assumpte d'interès per a la Universitat" i fer recomanacions al senat, al consell o a tots dos (estatut 24).
El funcionament del dia a dia de la universitat està en mans de la Comissió Executiva de la Universitat (UEC), que també s'encarrega del desenvolupament de les polítiques i estratègies. Es tracta d'una subcomissió conjunta del Senat i del Consell i està formada pel vicerector i el director, el vicerector i el rector adjunt (director acadèmic en cap), els cinc vicerectors (col·legis i experiència d'estudiants; educació; igualtat, diversitat). i Inclusió Global i Recerca, els degans executius de les quatre facultats, el director financer, el director d'informació, el secretari de la universitat i els directors de quatre divisions de suport (Estats i instal·lacions; Recursos humans i desenvolupament organitzatiu; Strategy Delivery); i Avançament, Màrqueting i Comunicació). Tots els caps de departament i col·legis depenen directament d'un dels membres de la UEC.
Hi ha quatre sindicats de campus reconeguts a Durham amb sucursals de la University and Colleges Union (UCU), UNISON, UNITE i GMB. Els quatre sindicats del campus es reuneixen periòdicament amb alts membres de RRHH per negociar els assumptes següents, quan no formen part de la negociació nacional:
- Condicions de treball del personal dels graus 1-10.
- Procediments de disciplina, queixes i suport i gestió del rendiment.
- Disposicions per representar o acompanyar els empleats en entrevistes internes relacionades amb qüestions del procés formal de recursos humans.
- Instal·lacions per a funcionaris i representants dels Sindicats.
- Modalitats de negociació col·lectiva i consulta a nivell empresarial.
- Hores de treball.
- Malaltia.
- Vacances.
- Qualsevol àrea addicional que s'acordin mútuament per escrit.[212]

D'aquests sindicats, la UCU ha estat especialment activa en els darrers anys amb diversos períodes d'acció industrial i negociació local reeixida que ha portat a una sèrie de millores locals en els salaris i les condicions. Això incloïa un pagament de 1.000 £ a tot el personal i una sèrie d'altres compromisos. Les negociacions del setembre de 2023 per evitar un conflicte local amb la UCU van guanyar compromisos de la direcció de la Universitat per convertir-se en un empresari acreditat de Salari Vivent Real, millores en el grau salarial inicial d'algun personal i pagaments addicionals per al personal internacional amb costos de visat. Hi ha una història d'activitat sindical a la universitat que es remunta a moltes dècades amb l'acció conjunta de tot el personal de la Universitat l'any 1996 n'és un exemple.

## Departaments i facultats
Els departaments docents de la universitat es divideixen en quatre facultats: Ciències, Arts i Humanitats, Ciències Socials i Salut, i l'Escola de Negocis. Cada facultat està dirigida per un degà executiu i un o més adjunts. Aquests, juntament amb els responsables dels departaments de la facultat i el vicerector, conformen la Junta de Facultat d'aquesta facultat. Cada departament també té una Junta d'Estudis formada pel degà executiu del seu claustre, el professorat del departament i representants dels estudiants (estatut 29). Associades a les tres primeres facultats hi ha tres graus d'honor combinats: Ciències Naturals (BSc i MSci), Arts Liberals (BA) i Honors combinats en Ciències Socials (BA). També s'ofereixen diversos títols d'honor conjunts que abasten diversos departaments, com ara el BA en Filosofia, Política i Economia que ofereixen els departaments de filosofia, govern i afers internacionals i economia.
Facultat de Ciències Socials i de la Salut

| - Departament d'Antropologia - Departament d'Arqueologia - Programa d'honor combinat en ciències socials - Centre de desenvolupament acadèmic de Durham - Escola d'Educació - Departament de Geografia - Escola de Govern i Afers Internacionals - Facultat de Dret de Durham - Departament de Sociologia - Departament de Ciències de l'Esport i l'Exercici | Facultat de Lletres i Humanitats - Departament de Clàssics i Història Antiga - Departament d'Estudis Anglesos - Departament d'Història - Programa d'Arts Liberals - Escola de Llengües i Cultures Modernes - (Inclou àrab, xinès, francès, alemany, estudis hispànics, italià, japonès, rus i el Centre d'Estudis de Llengües Estrangeres) - Departament de Música - Departament de Filosofia - Departament de Teologia i Religió | Facultat de Ciències - Programa de Ciències Naturals - Departament de Biociències - Departament de Química - Departament d'Informàtica - Departament de Ciències de la Terra - Departament d'Enginyeria - Departament de Ciències Matemàtiques - Departament de Física - Departament de Psicologia Escola de Negocis de la Universitat de Durham - Departament de Comptabilitat - Departament d'Economia - Departament d'Hisenda - Departament de Gestió i Màrqueting |

## Perfil acadèmic
Recerca

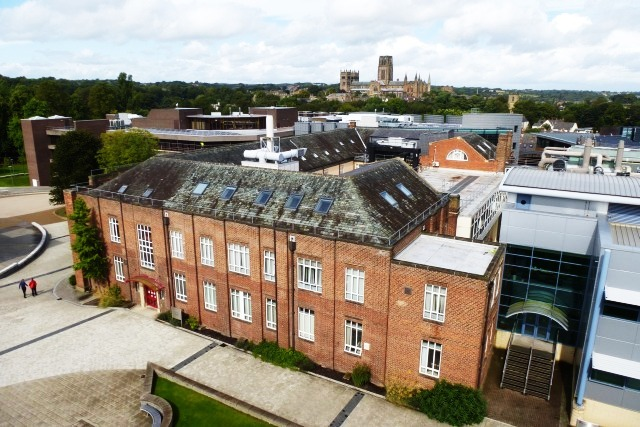
L'edifici Dawson acull els departaments d'Arqueologia i Antropologia

La universitat forma part de la "N8 Research Partnership" regional d'universitats del nord d'Anglaterra, així com de múltiples consorcis de recerca, com ara el Virgo Consortium i la Universitat de l'Àrtic. El 2018 va ser guardonat amb el premi Queen's Anniversary, la màxima distinció acadèmica del Regne Unit, per la investigació sobre el son pares-infants. Durham acull el servei "intensiu de memòria" de la instal·lació de super ordinadors DiRAC del Regne Unit, així com el super ordinador Bede de la N8 Research Partnership. S'ha associat amb el Centre Tecnològic Net Zero, SHIFT Geothermal i la Fundació Reece per llançar el Centre Nacional d'Energia Geotèrmica del Regne Unit, i també lidera el Centre Nacional de Recerca Marítima Neta del Regne Unit, un consorci de tretze universitats.
Els instituts de recerca de la universitat inclouen l'Institut de Ciències Biofísiques, l'Institut d'Energia de Durham, l'Institut de Cosmologia Computacional, l'Institut de Ciència de Dades, l'Institut d'Humanitats Mèdiques, l'Institut de Fenomenologia de Física de Partícules, l'Institut d'Estudis Avançats, l'Institut de Hazard, Risk and Resiliance, l'Institut d'Estudis Medievals i Primers Moderns i l'Institut de Recerca Wolfson per a la Salut i el Benestar. També hi ha un gran nombre de centres de recerca situats dins dels departaments, com ara l'IBRU: Centre for Borders Research (Departament de Geografia) i el Durham Research in Economic Analysis and Mechanisms (Departament d'Economia), que té una associació de recerca amb la Unitat de Microeconomia de l'Autoritat de Competència i Mercats al Campus Econòmic de Darlington del Govern del Regne Unit.
Tot i que Durham no té una escola de medicina, el programa "Health at Durham" inclou 44 instituts, centres, acadèmies i projectes de tota la universitat. El programa se centra en els aspectes no clínics de la salut, inclosos els aspectes físics, mentals, socials i ambientals de la salut. Durham acull la Black Health i la Xarxa d'Humanitats, finançada per Welcome Trust, a l'Institut d'Humanitats Mèdiques de la universitat, i també és un dels socis principals de la Xarxa del Nord per a la Investigació en Humanitats Mèdiques. La Xarxa Mundial per a Malalties Tropicals Desateses, liderada per Durham, va guanyar el Premi Impacte del Consell d'Investigació Mèdica per a l'impacte d'equip excepcional el 2024.
Al marc d'excel·lència en recerca de 2021 (REF), el perfil de recerca de Durham es va avaluar com un 45% de classe mundial (4*) (33% el 2014), un 45% d'importància internacional (3*) (50% el 2014). 10% reconegut internacionalment (2*) (15% el 2014) i 0% reconegut nacionalment (1*) (1% el 2014). Això li va donar un "GPA" global (calculat per Times Higher Education) de 3,34 (3,14 el 2014, 2,72 en l'exercici d'avaluació de la recerca del 2008). Tanmateix, aquesta millora es va produir en el context d'un augment del perfil mitjà, que va provocar una caiguda de la classificació relativa de Durham per GPA del 20è el 2014 al 25è conjunt el 2021. El poder d'investigació indexat de Durham (calculat per Times Higher Education, amb la millor universitat per poder de recerca amb un índex de 1000) va passar de 282 el 2014 (en relació amb UCL) a 299 el 2021 (en relació amb Oxford), i es va mantenir en el lloc 20 per poder de recerca. S'esperava que la "quota de mercat" de finançament de Durham (estimada pel Times Higher Education) caigués molt lleugerament de l'1,55% el 2014 a l'1,5% el 2021. En termes regionals, l'èxit de Durham juntament amb la Universitat de Newcastle i la Universitat de Northumbria va donar al nord-est la major concentració d'investigadors en una zona de la ciutat fora de Londres.

## Reputació i rànquings

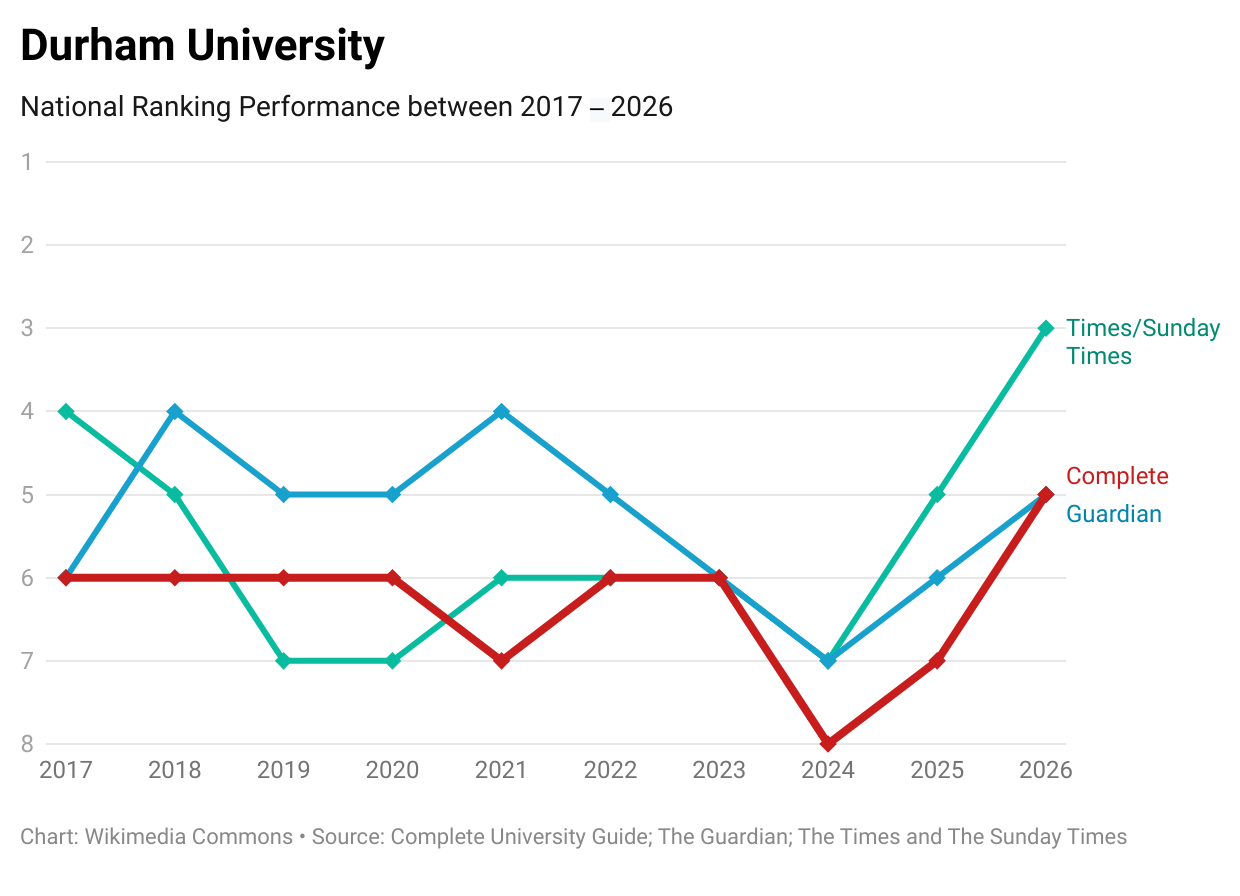
Rànquings de la Universitat de Durham d'universitats del Regne Unit

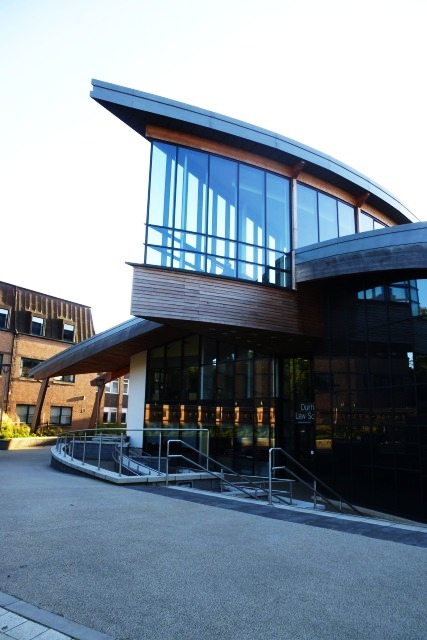
El Palatine Centre, seu de la Durham Law School

A causa de la seva edat, l'estructura d'estil Oxbridge, i les admissions altament selectives, Durham ha estat àmpliament considerada durant molt de temps com una de les universitats més prestigioses o d'elit del Regne Unit, encara que no tan prestigiosos com Oxford o Cambridge. També és una de les poques universitats que ha guanyat University Challenge més d'una vegada (1977, 2000 i 2023). Durham també va ser la Universitat de l'any del Sunday Times el 2005.
El Pla estratègic de la Universitat de Durham 2017-2027 va definir els objectius d'estar entre els 5 primers a nivell nacional a la taula de la lliga del Times/Sunday Times, de tenir el 50 per cent de les assignatures elegibles entre els 50 primers a nivell mundial en el rànquing mundial de QS i d'estar al primer lloc. tres institucions del Regne Unit per citacions per membre del personal acadèmic.

### Nacional
Durham se situa constantment entre els deu primers rànquings d'universitats del Regne Unit i és una de les quatre universitats (juntament amb Oxford, Cambridge i St Andrews) que no ha sortit del top 10 en cap de les tres principals taules de lligues nacionals des de llavors. 2013.{nota 1} La Guia completa de la Universitat de 2025 va classificar Durham en el setè lloc general, The Guardian University Guide 2025 va classificar Durham en el sisè lloc. general i el The Times/Sunday Times Good University Guide de 2025 va classificar Durham en el cinquè lloc general.
L'informe de mercat de graduats de High Fliers Research UK per a l'any 2024 va situar Durham en el 9è lloc a la seva taula d'universitats adreçades al major nombre d'empleats principals.
A la classificació d'assignatures de la Guia universitària completa de 2025, Durham tenia 31 de 33 assignatures classificades entre els deu primers. A la classificació d'assignatures de The Guardian 2025, Durham tenia 21 de 28 assignatures classificades entre els deu primers.

### Internacional
El rànquing mundial de les universitats del Times Higher Education per al 2025 va situar Durham en el lloc 172. Al rànquing de matèries del 2024, Durham es va situar en el lloc 39 en arts i humanitats, 201-250 en ciències de la vida, 126-150 en ciències físiques, 81 en ciències socials i 101-125 en negocis i economia. Durham es va classificar conjuntament en el 36è rànquing d'impacte de l'educació superior del Times per al 2024, mesurant l'impacte de la investigació, la gestió, la divulgació i l'ensenyament de les universitats cap als Objectius de Desenvolupament Sostenible de les Nacions Unides.
El QS World University Rankings 2025 va situar Durham al 89è lloc del món, mentre que el QS European University Rankings 2025 va situar Durham al 27è lloc a Europa. Al rànquing global de les àrees temàtiques de QS per al 2024, Durham va ocupar el lloc 42 en arts i humanitats, 290 en enginyeria i tecnologia, 401-450 en ciències de la vida i medicina, 92 en ciències naturals i 90 en ciències socials i gestió.
El rànquing acadèmic d'universitats mundials de Xangai per a l'any 2024 va situar Durham entre 301 i 400.

## Admissions
|                                                             | 2023   | 2022   | 2021   | 2020   | 2019   |
| ----------------------------------------------------------- | ------ | ------ | ------ | ------ | ------ |
| Main scheme applications                                    |        |        |        |        |        |
| Aplicacions                                                 | 34,150 | 34,205 | 32,570 | 32,685 | 30,710 |
| Sol·licitants admesos                                       | 4,395  | 4,610  | 6,130  | 5,140  | 4,485  |
| Relació sol·licituds/acceptats                              | 7.77   | 7.42   | 5.31   | 6.36   | 6.85   |
| Sol·licitants domiciliats al Regne Unit, data límit de juny |        |        |        |        |        |
| Aplicacions                                                 | 23,310 | 22,960 | 21,995 | 22,355 | 20,400 |
| Tarifa d'oferta (%)                                         | 62.0   | 48.0   | 71.0   | 72.2   | 76.6   |
| Ofertes                                                     | 14,445 | 11,020 | 15,625 | 16,140 | 15,620 |
| Sol·licitants col·locats                                    | 3,400  | 3,375  | 4,895  | 4,135  | 3,570  |
| Sol·licitants/ofertes col·locades (%) (Rendiment)           | 23.5   | 30.6   | 31.3   | 25.6   | 22.9   |
| Estadístiques de resum                                      |        |        |        |        |        |
| Total de sol·licitants acceptats                            | 4,655  | 4,680  | 6,160  | 5,710  | 4,580  |
| Tarifa mitjana d'entrada                                    | n/a    | n/a    | 185    | 187    | 184    |

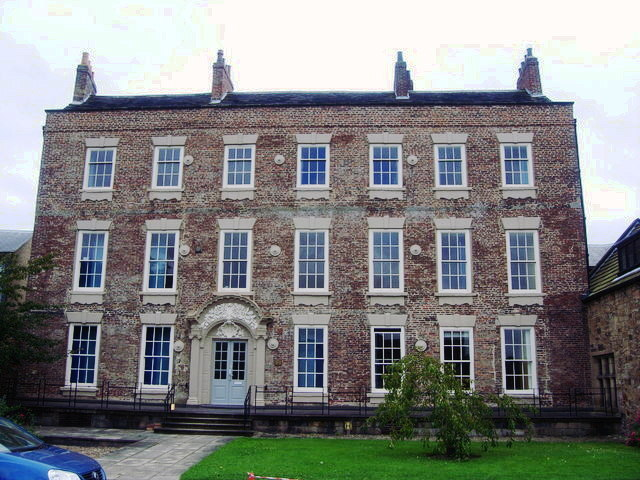
Cosin's Hall, home to the Institute of Advanced Study

La puntuació mitjana de punts UCAS per als nous participants el 2021–22 va ser de 185 punts, la qual cosa situa la Universitat de Durham en desè lloc del país en termes de punts dels participants. El cos d'estudiants de Durham consta de 17.765 estudiants de grau i 4.600 estudiants de postgrau (2022/23). La universitat va oferir ofertes d'admissió al 48% dels seus sol·licitants de grau el 2022, la tretzena taxa d'oferta més baixa del país. El curs 2023-2034, el 31% dels estudiants (de tots els nivells d'estudi) provenien de fora del Regne Unit i el 54% dels estudiants eren dones.
Ampliació de l'accés
|                                            | 2023  | 2022  | 2021  | 2020  | 2019 |
| ------------------------------------------ | ----- | ----- | ----- | ----- | ---- |
| POLAR4 Q1 (menor participació 20% barris)  |       |       |       |       |      |
| Diferència de tarifa d'oferta              | +23.1 | +37.4 | +23.4 | +18.9 | +9.4 |
| Significant?                               | Si    | Si    | Si    | Si    | Si   |
| % de totes les ofertes                     | 9.9   | 12.4  | 9.0   | 8.1   | 6.4  |
| % de sol·licitants col·locats              | 9.1   | 10.7  | 9.0   | 7.5   | 7.2  |
| POLAR4 Q5 (màxima participació 20% barris) |       |       |       |       |      |
| Diferència de tarifa d'oferta              | -9.3  | -12.7 | -9.9  | -7.4  | -2.1 |
| Significatiu?                              | Si    | Si    | Si    | Si    | Si   |
| % de totes les ofertes                     | 42.8  | 38.4  | 43.4  | 46.1  | 49.5 |
| % de sol·licitants col·locats              | 46.7  | 39.2  | 43.1  | 45.7  | 48.1 |

Durham va ser criticada el 2017 per no acceptar tants estudiants de barris de baixa participació i d'escoles públiques, com es podria esperar dels seus estàndards d'admissió i de l'oferta de cursos. Pel que fa a les admissions el 2015/16 (les dades publicades el 2017 que van provocar les crítiques), Durham tenia el tercer percentatge més baix d'estudiants d'escola pública (entre les institucions d'educació superior amb més de 1.000 inscrits a temps complet de primer grau) amb un 60,5 per cent, en comparació. a una referència de l'Agència d'Estadística d'Educació Superior del 75%. Segons el vicerector, Alan Hudson, es tractava d'una caiguda temporal del nivell del 63 per cent que ha assolit la universitat en els darrers anys, i al qual s'esperava que tornés el 2016/17. La universitat també es va quedar per sota del seu punt de referència d'admissions de barris de baixa participació, acceptant un 5,1 per cent, en comparació amb un punt de referència del 6 per cent. Les dades del 2016/17 van mostrar que les admissions de les escoles públiques s'havien recuperat fins al 62,9%, encara per sota del punt de referència ajustat per ubicació del 74,9%, i que les admissions dels barris de baixa participació van ser del 5,2% en comparació amb el punt de referència ajustat per ubicació. del 6,6 per cent.
Des de 1992, la universitat ha desenvolupat un programa d'accés ampliat, originalment anomenat "Centre for Lifelong Learning" i ara conegut com a "Durham Center for Academic Development". El centre ofereix accés als graus de Durham per a estudiants madurs que mostren una promesa acadèmica però no compleixen els requisits d'accés tradicionals. El centre imparteix una sèrie de cursos de primer any associats a cursos de grau específics.
Durham s'ha associat amb el "Sutton Trust" des del 2012 per dirigir l'escola d'estiu Sutton Trust de la Universitat de Durham per a escolars dotats i talentosos d'entorns poc representats, donant lloc a la qualificació amb 16 a 32 punts de tarifa UCAS i una oferta condicionada garantida de Durham si opten per sol·licitar-se. La universitat també dirigeix la "Durham International Summer School" i s'associa amb el "Sutton Trust" per dirigir la "Durham Teacher Summer School".
El 2014, Durham es va convertir en la primera universitat del Regne Unit a participar en el programa d'intercanvi de presons "Inside-Out". L'esquema, on els estudiants estudien juntament amb els presos, va funcionar a la presó de Durham i a la presó d'alta seguretat de Frankland el 2015 i es va ampliar per incloure la presó de Low Newton el 2016.
Durham atorga una beca, coneguda com a Durham Grant, a estudiants de pregrau i PGCE de llars d'ingressos baixos i mitjans, inclosos tots els estudiants que reben un préstec de manteniment a prova de recursos. A partir del 2024, el màxim és de 2.670 £ per als estudiants amb uns ingressos familiars (segons l'avaluació de Student Finance England) de 30.000 £ o menys, amb una beca mínima de 700 £ per als estudiants amb ingressos familiars entre 47.201 £ i 62.342 £. La universitat també gestiona el programa "Progressió amb suport" per a estudiants de sisè, amb l'objectiu d'ajudar els joves talentosos del nord-est, Cumbria i Yorkshire a desenvolupar el seu potencial mitjançant un programa d'esdeveniments estructurat de dos anys.
Per als joves estudiants universitaris a temps complet domiciliats al Regne Unit el 2020/21, el 61,6% procedia d'escoles públiques, molt per sota del punt de referència ajustat per ubicació del 78,5%, i el 7,6% procedia de barris de baixa participació, no significativament diferent del punt de referència ajustat per ubicació. del 8,0% Per als estudiants de grau domiciliats al Regne Unit el 2022/23, les dades de UCAS no mostren cap diferència significativa en la taxa d'oferta amb el gènere, una taxa d'oferta estadístic-ament significativament més alta per als sol·licitants negres i asiàtics, juntament amb una taxa d'oferta significativament més baixa per als sol·licitants blancs i una taxa estadístic-ament significativament més alta. Taxa d'oferta per als sol·licitants del 80% dels barris amb les taxes més baixes de participació a l'educació superior, juntament amb una taxa d'oferta significativament més baixa per als sol·licitants de la El 20% dels barris amb les taxes més altes de participació a l'educació superior.

## Vida estudiantil

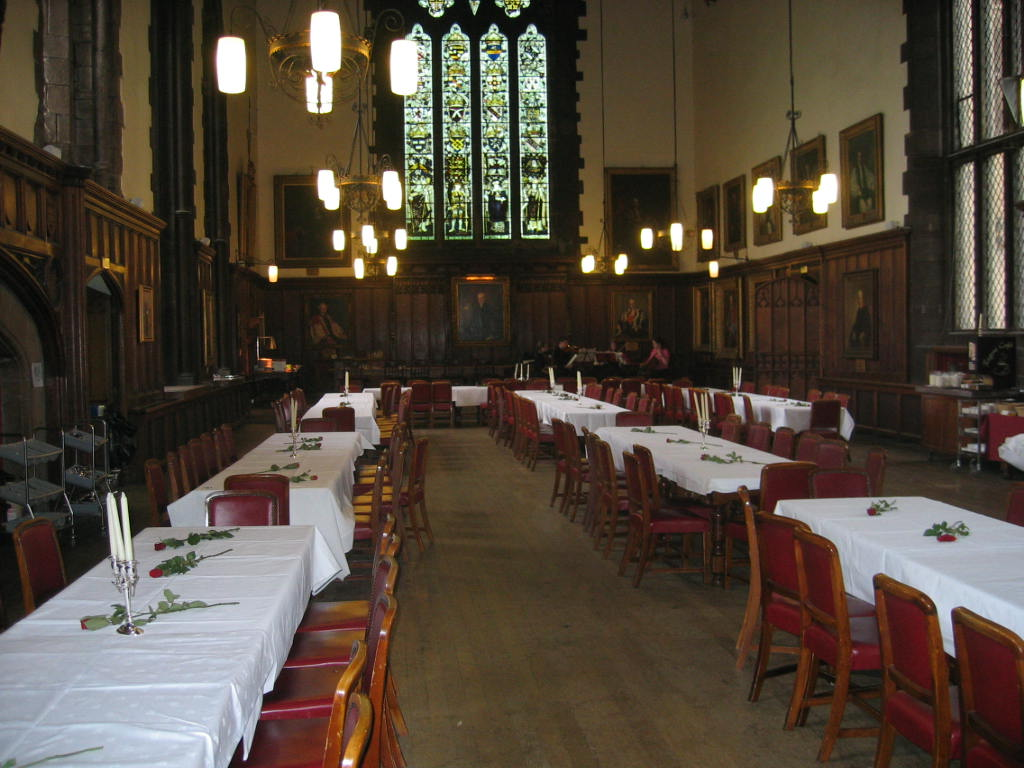
Gran Saló

Vegeu també: Llista d'activitats socials a la Universitat de Durham a la Viquipèdia anglesa

### Vida universitària
Els estudiants de Durham pertanyen a una universitat durant el seu temps a la universitat. La majoria dels estudiants viuen a la seva universitat durant el primer any de la seva vida de pre-grau, després opten per "viure" al segon any i, posteriorment, tenen l'opció de tornar a la universitat per al seu darrer any, normalment mitjançant un sistema de votació. Els col·legis proporcionen la major part del centre social i d'atenció pastoral dels estudiants amb cadascun d'ells un sistema de tutorització universitari, juntament amb sales comunes júniors (JCR) que organitzen esdeveniments, proporcionant representació i suport a les societats per als membres de pregrau, sales comunes mitjanes. (MCR) per a estudiants de postgrau i sales comunes sèniors (SCR) per a funcionaris universitaris, becaris i tutors. Els JCR estan dirigits per comitès executius, generalment encapçalats per un president, encara que alguns col·legis utilitzen altres títols.
Cada universitat té una identitat única i una varietat d'instal·lacions per als estudiants que van des de sales d'informàtica i biblioteques fins a pistes de tennis i gimnasos. La majoria de les universitats tenen els seus propis equips esportius i competeixen a les lligues universitàries (com Durham College Rowing) i també poden tenir les seves pròpies societats de teatre i música, que funcionen paral·lelament als equips i organitzacions esportives de nivell universitari.

### Organitzacions d'estudiants
Aproximadament 200 clubs i organitzacions d'estudiants funcionen als campus de Durham, que cobreixen els interessos acadèmics, artístics, culturals i religiosos, aficions i jocs, a l'aire lliure, política, dret i interessos musicals. "Durham Students' Union" (DSU) constitueix i proporciona la major part del finançament per a aquestes organitzacions. La Durham Union Society, fundada el 1842 com la "Durham's Student Debating & Union Society", afirma ser la societat estudiantil independent més gran de Durham, i acull debats setmanals i conferències dels convidats. La Durham University History Society és la societat acadèmica més antiga de la universitat, fundada el 1926.

### Diversitat i inclusió
Els estudiants BAME (negres, asiàtics, minoritaris i ètnics) representaven el 32,6% dels estudiants a temps complet de Durham el 2019/20, tot i que els estudiants que es van classificar com a "negres" només eren 382 dels 18.430 estudiants a temps complet (2,07%). Un article de 2018 per a "The Tab" deia que la baixa representació d'estudiants negres significava que les estructures de suport per a molts estudiants negres joves, vulnerables eren inexistents.
S'han informat incidents de racisme, sexisme i elitisme social a la Universitat de Durham. La universitat ha declarat que condemnen tot el racisme i els crims d'odi. La universitat va establir una comissió independent, la Durham Commission on Respect, Values and Behaviours, l'octubre de 2018. L'informe d'aquesta comissió es va publicar el juliol de 2020, destacant que hi havia múltiples problemes amb l'assetjament escolar, la discriminació i la manca de diversitat, i que molts estudiants arribaven a la universitat amb un "sentit de dret". L'informe també va trobar que la manca de diversitat era "a l'arrel d'una sèrie de comportaments discriminatoris i excloents", inclosos el racisme, el sexisme i la falta de respecte als estudiants de la classe treballadora. La comissió va fer 20 recomanacions, totes elles acceptades per la direcció de la universitat.

### Compromís cívic

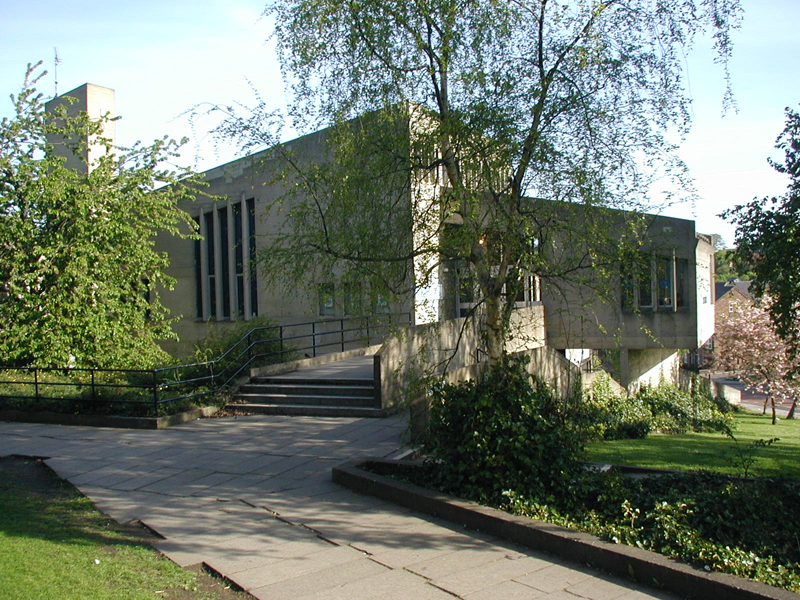
Dunelm House, seu del Durham Students' Union

El voluntariat i la divulgació d'estudiants de la Universitat de Durham (DUSVO; formalment Student Community Action - SCA), es va formar el 1989 i, a partir del 2020, va supervisar més de 80 projectes de voluntariat a Durham i els seus voltants (inclosos més de 50 projectes dirigits per estudiants), amb més de 2.000 estudiants anuals. DUSVO gestiona projectes a través de portals en línia per al personal i els estudiants, respectivament. El personal de la universitat pot passar fins a 5 dies (35 hores) com a voluntari durant el temps de treball. El 2020 va rebre el premi "Queen's Award for Voluntary Service", el màxim honor del Regne Unit per a grups de voluntaris. Els premis anuals de voluntariat de la Universitat de Durham reconeixen individus, equips, universitats i projectes en diverses categories.